# Sigles de comunitats i instituts de perfecció catòlics
Un institut de perfecció de l'Església Catòlica Romana, és a dir un institut de vida consagrada o una societat de vida apostòlica, sol tenir unes sigles (habitualment un acrònim del nom en llatí) que l'identifica i que es posposa al nom de cada un dels seus membres. A la taula es donen les sigles en orde alfabètic, amb el nom oficial de l'institut, el nom popular, si n'hi ha, i el nom llatí, quan n'hi ha.
| Índex A B C D E F G H I J K L M N O P Q R S T U V W X Y Z |

## A
| Sigles     | Nom oficial                                                 | Nom popular                               | Nom llatí                                                 |
| ---------- | ----------------------------------------------------------- | ----------------------------------------- | --------------------------------------------------------- |
| A.A.       | Agustines de l'Assumpció                                    | Assumpcionistes Agustines Assumpcionistes | Congregatio Augustinianorum ab Assumptione                |
| A.A.S.C.   | Adoratrius Esclaves del Santíssim Sagrament i de la Caritat | Germanes Adoratrius                       | Sorores Adoratrices Ancillae SS. Sacramenti et a Caritate |
| A.C.I.     | Esclaves del Sagrat Cor de Jesús                            |                                           | Ancillae Sacri Cordis Iesu                                |
| A.D.C.     | Esclaves de la Caritat                                      |                                           |                                                           |
| A.D.C.     | Esclaves del Diví Cor                                       |                                           |                                                           |
| A.H.A.     | Agustines Germanes de l'Empar                               |                                           |                                                           |
| A.I.       | Germanes Esclaves de l'Encarnació                           |                                           |                                                           |
| A.I.M.     | Esclaves de la Immaculada (Parma)                           |                                           |                                                           |
| A.J.       | Apòstols de Jesús                                           |                                           |                                                           |
| A.M.       | Germanes Agustinianes Missioneres                           | Agustines Missioneres                     |                                                           |
| A.P.S.S.   | Adoratrius Perpètues del Santíssim Sagrament                | Sagramentines, Adoratrius Perpètues       | Adoratrices Perpetuae Sanctissimi Sacramenti              |
| A.R.V.     | Germanes Agustinianes Recol·lectes del Sagrat Cor de Jesús  |                                           |                                                           |
| A.S.C.     | Germanes Adoratrius de la Sang de Crist                     |                                           | Adoratrices Sanguinis Christi                             |
| A.S.C.J.   | Apòstols del Sagrat Cor de Jesús                            |                                           |                                                           |
| A.S.C.V.   | Esclaves del Sagrat Cor de Santa Caterina Volpicelli        |                                           |                                                           |
| A.S.O.L.C. | Germanes Agustines de la Mare de Déu de la Consolació       | Agustines d'Ultramar                      |                                                           |
| A.S.P.     | Germanes Angèliques de Sant Pau                             | Angèliques                                | Sorores Angelicae Sancti Pauli                            |

## B
| Sigles   | Nom oficial                                        | Nom popular                      | Nom llatí                                                    |
| -------- | -------------------------------------------------- | -------------------------------- | ------------------------------------------------------------ |
| B.       | Clergues Regulars de Sant Pau                      | Barnabites                       | Congregatio Clericorum Regularium S. Pauli, Barnabitarum     |
| B.A.     | Orde Basilià Alepí dels Melquites                  | Basilians Alepins                | Ordo Basilianus Aleppensis Melkitarum                        |
| B.B.     | Germanes Filles de la Mare de Déu                  | Benebikira                       |                                                              |
| B.C.     | Orde Basilià de Sant Joan Baptista                 | Basilians Baladites (o Soarites) | Ordo Basilianus S. Iohannis Baptistae, Soaritarum Melkitarum |
| B.D.P.   | Germanes Benedictines de la Divina Providència     |                                  |                                                              |
| Bethl.   | Betlemites Filles del Sagrat Cor                   | Betlemites                       |                                                              |
| B.G.S.   | Petits Germans del Bon Pastor                      |                                  | Parvi Fratres Boni Pastoris                                  |
| B.S.     | Orde Basilià del Santíssim Salvador dels Melquites | Salvadorians                     | Ordo Basilianus Ssmi Salvatoris Melkitarum                   |
| B.S.C.M. | Adoratrius del Sagrat Cor de Jesús de Montmartre   |                                  |                                                              |
| B.V.M.   | Germanes de la Caritat de Santa Maria Verge        |                                  |                                                              |
| Beth.    | Germanes Betlemites Filles del Sagrat Cor de Jesús | Germanes Betlemites              |                                                              |

## C
| Sigles             | Nom oficial                                                            | Nom popular | Nom llatí                                                                                    |
| ------------------ | ---------------------------------------------------------------------- | --- | -------------------------------------------------------------------------------------------- |
| C.A.               | Canonges Regulars Aquisgranesos                                        | |                                                                                              |
| C.a Ch.            | Germanes Carmelites de la Caritat                                      | Vedrunes, Carmelites Vedrunes                                                                                          |                                                                                              |
| C.A.M.             | Orde Mequitarista                                                      | Mequitaristes | Ordo Mechitaristarum, Monachorum Armenorum sub Regula S. Benedicti                           |
| C.A.S.H.           | Clergues Apostòlics de Sant Jeroni                                     | Jesuats | Clerici Apostolici Sancti Hieronymi                                                          |
| C.B.V.M.           | Congregació de la Benaurada Maria Verge                                | Canongesses de Sant Agustí                                                                                             | Congregatio Beatae Mariae Virginis                                                           |
| C.b.P.             | Orde d'Eremites de Sant Jeroni de la Congregació del Beat Pere de Pisa | Pobres Eremites de Sant Jeroni, Eremites de Sant Jeroni de Pisa, Eremites de Pere Gambacorta; Jerònims de Monte Cesana | Ordo Fratrum Eremitarum S. Hieronymi Congregationis b. Petri de Pisis                        |
| C.C.I.M.           | Filles dels Sagrats Cors de Jesús i de Maria (Institut Ravasco)        | Germanes de l'Institut Ravasco                                                                                         |                                                                                              |
| C.C.V.             | Germanes Carmelites de la Caritat de Vedruna                           | Vedrunes |                                                                                              |
| C.D.C.J.           | Germanes Carmelites del Diví Cor de Jesús                              | |                                                                                              |
| C.D.P.             | Germanes de la Divina Providència (Saint-Jean-de-Bassel)               | Germanes de Saint-Jean-de-Bassel                                                                                       |                                                                                              |
| C.F.A.             | Germans Cel·lites o Alexians d'Aquisgrà                                | Alexians, Cel·lites | Congregatio Fratrum Cellitarum seu Alexianorum                                               |
| C.F.C.             | Germans Cristians                                                      | | Congregatio Fratrum Christianorum                                                            |
| C.F.H.             | Germans de la Immaculada Concepció de Santa Maria Verge                | Germans de Huybergen                                                                                                   | Fratres Immaculatae Conceptionis B. V. M. Matris Dei                                         |
| C.F.I.C.           | Fills de la Immaculada Concepció                                       | Concepcionistes | Filii Immaculatae Conceptionis                                                               |
| C.F.M.             | Filles de la Misericòrdia Franciscanes                                 | |                                                                                              |
| C.F.P.             | Germans dels Pobres de Sant Francesc Seràfic                           | | Congregatio Fratrum Pauperum Sancti Francisci Seraphici                                      |
| C.F.S.             | Congregació de la Fraternitat Sacerdotal                               | | Congregatio a Fraternitate Sacerdotali                                                       |
| C.F.S.F.           | Filles de Sant Francesco d'Assís                                       | Franciscanes d'Esztergom                                                                                               | Congregatio Filiarum Sancti Francisci Assisiensis                                            |
| C.F.S.G.           | Filles de Sant Josep de Rivalba                                        | |                                                                                              |
| C.F.X.             | Germans de Sant Francesc Xavier                                        | Xaverians | Congregatio Fratrum a S. Francisco Xaverio                                                   |
| C.G.S.             | Congregació de Jesús Sacerdot                                          | Venturins | Congregatio Iesu Sacerdotis                                                                  |
| C.H.F.             | Germanes de la Santa Fe                                                | |                                                                                              |
| C.I.               | Josefins de Bèlgica                                                    | Josefins de Bèlgica | Institutum Iosephitarum Gerardimontensium                                                    |
| C.I.C.             | Congregació de la Mare de Déu de la Immaculada Concepció de Castres    | Monges Blaves, Germanes de Castres                                                                                     |                                                                                              |
| C.I.C.M.           | Congregació del Cor Immaculat de Maria                                 | Missioners de Scheut                                                                                                   | Congregatio Immaculati Cordis Mariae                                                         |
| C.I.I.C.           | Germanetes de la Immaculada Concepció                                  | |                                                                                              |
| C.I.M.             | Congregació de Jesús i Maria                                           | Eudistes | Congregatio Iesu et Mariae (Eudistarum)                                                      |
| C.J.               | Institut de Santa Maria Verge o Congregació de Jesús                   | Dames Irlandeses | Congregatio Jesu                                                                             |
| C.M.               | Germanes Carmelites Missioneres                                        | Carmelites Missioneres                                                                                                 |                                                                                              |
| C.M.               | Congregació de la Missió                                               | Paüls, llatzaristes, Missioners Paüls, vicentins                                                                       | Congregatio Missionis                                                                        |
| C.M.B.B.           | Filles de la Santa Maria Verge dels Dolors                             | Seràfiques | Congregatio Sororum Beatissimae Mariae Virginis Addoloratae                                  |
| C.M.C.             | Germanes de Nostra Senyora de la Consolació                            | Germanes de la Consolació                                                                                              |                                                                                              |
| C.M.D.P.           | Germanes Caputxines de la Mare del Diví Pastor                         | Monges de la Divina Pastora, Caputxines de la Divina Pastora                                                           |                                                                                              |
| C.M.F.             | Missioners Fills del Cor Immaculat de Maria                            | Claretians, cordimarians, Fills del Cor de Maria                                                                       | Congregatio Missionariorum Filiorum Immaculati Cordis B.M.V.                                 |
| C.M.F.             | Missioneres del Cor de Maria                                           | |                                                                                              |
| C.M.I.             | Carmelites de la Santa Verge Maria Immaculada                          | | Congregatio Fratrum Carmelitarum B.V. Mariae Immaculatae                                     |
| C.M.L.             | Congregació dels Missioners Libanesos                                  | Kreimistes |                                                                                              |
| C.M.M.             | Missioners de Mariannhill                                              | | Congregatio Missionariorum de Mariannhill                                                    |
| C.M.S.F.           | Germans Missioners de Sant Francesc d'Assís                            | | Congregatio Missionaria Sancti Francisci Assisiensis                                         |
| C.M.S.Sp.S.        | Missioneres Serventes de l'Esperit Sant                                | | Congregatio Missionalis Servarum Spiritus Sancti                                             |
| C.M.T.             | Germanes Carmelites Missioneres Teresianes                             | Carmelites Missioneres Teresianes, Carmelites Descalces de Tarragona                                                   |                                                                                              |
| C.M.V.             | Congregació de Viena de l'Orde Mequitarista                            | Mequitaristes de Viena                                                                                                 | Ordo Mechitaristarum, Monachorum Armenorum sub Regula S. Benedicti                           |
| C.N.D.-C.S.A.      | Congregació de la Mare de Déu de Canongesses de Sant Agustí            | Germanes de la Mare de Déu                                                                                             | Congregatio Beatae Mariae Virginis                                                           |
| C.O.               | Confederació de l'Oratori de Sant Felip Neri                           | Oratorians, Felipons                                                                                                   | Confoederatio Oratorii Sancti Philippi Nerii                                                 |
| C.O.N.F.H.I.C.     | Germanes Franciscanes Hospitaleres de la Immaculada Concepció          | |                                                                                              |
| Cong. Subl. O.S.B. | Congregació Benedictina de Subiaco                                     | | Congregatio Sublacensis Ordinis S. Benedicti                                                 |
| C.Op.              | Congregació dels Obrers Cristians de Sant Josep de Calassanç           | Calassancis | Congregatio pro Operariis Christianis a Sancto Iosepho Calasanzio                            |
| C.P.               | Congregació de la Passió de Jesucrist                                  | Passionistes | Congregatio Passionis Iesu Christi                                                           |
| C.P.               | Religioses de la Passió de Jesucrist                                   | Passionistes Claustrals, Monges Passionistes                                                                           | Religiosae Passionis Iesu Christi                                                            |
| C.P.               | Germanes de la Santa Creu i Passió de Nostre Senyor Jesucrist          | Passionistes |                                                                                              |
| C.P.               | Germanes Passionistes de Sant Pau de la Creu                           | Passionistes | Congregatio Sororum Sancti Pauli a Cruce                                                     |
| C.P.C.R.           | Cooperadors Parroquials de Crist Rei                                   | Cooperadors Parroquials                                                                                                | Congregatio Cooperatorum Paroecialium Christi Regis                                          |
| C.P.M.             | Preveres de la Misericòrdia                                            | | Congregatio Presbyterorum a Misericordia                                                     |
| C.PP.S.            | Missioners de la Preciosíssima Sang                                    | Bufalins | Congregatio Missionariorum Pretiosissimi Sanguinis                                           |
| C.P.S.             | Germanes Missioneres de la Preciosíssima Sang                          | Missioneres de Mariannhill                                                                                             | Congregatio Pretiosi Sanguinis                                                               |
| C.R.               | Clergues Regulars Teatins                                              | Teatins | Ordo Clericorum Regularium vulgo Theatinorum                                                 |
| C.R.               | Congregació de la Resurrecció de Nostre Senyor Jesucrist               | Resurreccionistes | Congregatio a Resurrectione D.N.I.Chr.                                                       |
| C.R.               | Germanes de la Resurrecció de Nostre Senyor Jesucrist                  | Resurreccionistes | Congregatio Sororum a Resurrectione Domini Nostri Iesu Christi                               |
| C.R.A.             | Canonges Regulars de la Congregació Suïssa de Sant Maurici d'Agaunum   | | Congregatio Helvetica o Sancto Mauritio Agaunensis                                           |
| C.R.B.             | Canonges Regulars de la Congregació Hospitalera del Gran Sant Bernat   | Canonges de Sant Bernat                                                                                                | Congregatio Sanctorum Nicolai et Bernardi Montis Iovis                                       |
| C.R.C.S.           | Clergues Regulars de Somasca                                           | Somascos | Clerici Regulares Congregationis Somaschae                                                   |
| C.R.I.C.           | Canonges Regulars de la Immaculada Concepció                           | | Congregatio Canonicorum Regolarium Immaculatae Conceptionis                                  |
| C.R.L.             | Canonges Regulars de la Congregació del Santíssim Salvador Lateranenc  | Lateranencs | Congregatio Ss.mi Salvatoris Lateranensis                                                    |
| C.R.M.             | Clergues Regulars Menors                                               | Caracciolins, Pares d'Adorno                                                                                           | Ordo Clericorum Regularium Minorum                                                           |
| C.R.S.             | Clergues Regulars de Somasca                                           | Somascs | Ordo Clericorum Regularium a Somascha                                                        |
| C.R.S.A.           | Canonges Regulars de Sant Agustí Confederats                           | | Sacer et Apostolicus Ordo Canonicorum Regularium S. Augustini                                |
| C.R.S.Ant.         | Canonges Regulars de Sant Antoni                                       | Hospitalers de Sant Antoni                                                                                             | Canonici Regulares Sancti Agustini Ordinis Sancti Antonii Abbatis                            |
| C.R.S.B.           | Canonges Regulars de la Congregació Hospitalera del Gran Sant Bernat   | Canonges de Sant Bernat                                                                                                | Congregatio Sanctorum Nicolai et Bernardi Montis Iovis                                       |
| C.R.S.D.           | Germanes Dominiques de la Congregació Romana de Sant Domènec           | Dominiques |                                                                                              |
| C.R.S.V.           | Canonges Regulars de la Congregació de Sant Víctor                     | Victorins | Congregatio Victorina                                                                        |
| C.R.V.             | Canonges Regulars de Sant Agustí de la Congregació de Windesheim       | | Congregatio Vindesemensis                                                                    |
| C.R.V.C.           | Canonges Regulars de la Congregació dels Germans de la Vida Comú       | Germans de la Vida Comú                                                                                                | Congregatio Fratrum a Vita Communi                                                           |
| C.S.               | Missioners de sant Carles                                              | Scalabrinians | Congregatio Missionariorum a S. Carolo                                                       |
| C.S.               | Germanes de la Caritat Social                                          | | Caritas Socialis                                                                             |
| C.S.A.             | Germans de Sant Lluís Gonzaga                                          | Germans d'Oudenbosch                                                                                                   | Congregatio Fratrum a Sancto Aloysio Gonzaga                                                 |
| C.S.B.             | Preveres de Sant Basili                                                | | Congregatio a Sancto Basilio                                                                 |
| C.S.C.             | Congregació de la Santa Creu                                           | | Congregatio a S. Cruce                                                                       |
| C.S.C.             | Germanes de la Santa Creu (Notre Dame)                                 | |                                                                                              |
| C.S.C.             | Germanes de la Santa Creu i dels Set Dolors                            | |                                                                                              |
| C.S.C.             | Germanes de Santa Caterina Verge i Màrtir                              | | Congregatio Sororum S. Catharinae V. et M.                                                   |
| C.S.Ch.            | Congregació de les Escoles de la Caritat                               | Institut Cavanis | Congregatio Scholarum Charitatis                                                             |
| C.S.D.G.           | Germanes de Sant Domènec de Granada                                    | Dominiques de Granada                                                                                                  |                                                                                              |
| C.S.D.P.           | Germanes del Diví Pastor de la Providència Divina                      | | Congregatio Sororum Divini Pastoris a Providentia Divina                                     |
| C.S.F.             | Congregació de la Sagrada Família de Bergamo                           | | Congregatio a Sacra Famiglia                                                                 |
| C.S.F.             | Congregació de les Germanes Col·legines de la Sagrada Família          | Col·legines |                                                                                              |
| C.S.F.N.           | Germanes de la Sagrada Família de Natzaret                             | | Congregatio Sanctae Familiae de Nazareth                                                     |
| C.S.G.             | Germanes de Sant Josep de Chambéry                                     | |                                                                                              |
| C.S.I.             | Congregació de Sant Josep                                              | Josefins del Murialdo                                                                                                  | Congregatio Sancti Joseph                                                                    |
| C.S.I.B.P.         | Congregació de Sant Joan Baptista Precursor                            | | Congregatio Sacti Iohannis Baptistae Praecursoris                                            |
| C.S.I.C.           | Germanes de la Immaculada Concepció de Santa Maria Verge               | | Congregatio Sororum Immaculatae Conceptionis Beatae Virginis Mariae                          |
| C.S.J.             | Germanes de Sant Josep de Carondelet                                   | |                                                                                              |
| C.S.J.             | Germanes de Sant Josep de Lió                                          | |                                                                                              |
| C.S.M.             | Germanes Compassionistes Serventes de Maria                            | Compassionistes |                                                                                              |
| C.S.M.             | Germanes de la Caritat de Miyazaki                                     | |                                                                                              |
| C.S.M.A.           | Congregació de Sant Miquel Arcàngel                                    | Micaelites | Congregatio Sancti Michaëlis Archangeli                                                      |
| C.S.P.             | Societat dels Sacerdots Missioners de Sant Pau Apòstol                 | Paulistes | Societas Sacerdotum Missionariorum a S. Paulo Apostolo                                       |
| C.S.R.             | Congregació del Santíssim Rosari                                       | Rosarians | Congregatio Sanctissimi Rosarii                                                              |
| C.S.R.             | Germanes del Redemptor                                                 | |                                                                                              |
| C.S.S.             | Congregació dels Sagrats Estigmes de Nostre Senyor Jesucrist           | Estigmatins | Congregatio a Ss. Stigmatibus D.N.I.C.                                                       |
| C.S.S.E.           | Germanes de Santa Elisabet                                             | | Congregatio Sororum Ravarum a Sancta Elisabetha                                              |
| C.S.S.F.           | Germanes de Sant Fèlix de Cantalice                                    | Felicianes | Congregatio Sororum S. Felicis de Cantalice III Ordinis Regularis Sancti Francisci Seraphici |
| C.S.S.G.B.         | Germanes de Sant Joan Baptista                                         | Baptistines |                                                                                              |
| C.S.S.J.E.         | Congregació de Canonges Seculars de Sant Joan Evangelista              | Canonges Blaus, Lóios, Bons Homes de Vilar, Canonges de Vilar de Frades                                                | Congregatio Canonicorum Saeculorum Sancti Joannis Evangelistae                               |
| C.S.S.M.           | Germanes de Santa Marta                                                | |                                                                                              |
| C.S.Sp.            | Congregació de l'Esperit Sant i del Sagrat Cor de Maria                | Espiritans | Congregatio Sancti Spiritus sub tutela Immaculati Cordis Beatissimae Virginis Mariae         |
| C.S.Sp.            | Germanes Missioneres de l'Esperit Sant                                 | Espiritanes |                                                                                              |
| C.S.T.             | Congregació de Santa Teresa de l'Infant Jesús                          | | Congregatio Sanctae Theresiae a Iesu Infante                                                 |
| C.S.T.F.           | Germanes Carmelites de Santa Teresa                                    | |                                                                                              |
| C.S.V.             | Clergues de Sant Viator                                                | Viatorians, viators | Congregatio Clericorum Parochialium seu Catechistarum S. Viatoris                            |
| C.SS.R.            | Congregació del Santíssim Redemptor                                    | Redemptoristes, liguorins                                                                                              | Congregatio Sanctissimi Redemptoris                                                          |
| C.T.S.J.           | Carmelites Tereses de Sant Josep                                       | |                                                                                              |
| C.V.               | Congregació Vicenciana Malabar                                         | | Congregatio Vincentiana                                                                      |
| Carm.              | Orde dels Frares de Santa Maria Verge del Mont Carmel                  | Carmelites, Orde del Carmel, Orde del Carme                                                                            | Ordo Fratrum Beatissimae Mariae Virginis de Monte Carmelo                                    |
| Carm.              | Orde dels Frares Descalços de Santa Maria Verge del Mont Carmel        | Carmelites Descalços                                                                                                   | Ordo Fratrum Discalceatorum B. Mariae V. de Monte Carmelo                                    |
| Carm.D.            | Orde dels Carmelites Descalços                                         | Carmelites Descalços                                                                                                   | Ordo Carmelitarum Discalceatorum                                                             |
| Carm.D.            | Monges de l'Orde de les Carmelites Descalces                           | Carmelites Descalces                                                                                                   | Moniales Ordinis Carmelitarum Discalceatarum                                                 |
| Cart.              | Orde Cartoixà                                                          | Cartoixans | Ordo Cartusiensis                                                                            |

## D
| Sigles   | Nom oficial                                                     | Nom popular               | Nom llatí                                                              |
| -------- | --------------------------------------------------------------- | ------------------------- | ---------------------------------------------------------------------- |
| D.A.     | Religioses Dominiques de l'Anunciata                            | Dominiques de l'Anunciata | Congregatio Incarnationis Dominicae Sororum Tertii Ordinis S. Dominici |
| D.C.     | Pares de la Doctrina Cristiana                                  | Doctrinaris               | Congregatio Patrum Doctrinae Christianae                               |
| D.C.     | Germanes de la Doctrina Cristiana                               |                           |                                                                        |
| D.D.L.   | Filles del Diví Amor                                            |                           |                                                                        |
| D.E.I.C. | Germanes Dominiques de l'Ensenyament de la Immaculada Concepció | Dominiques                |                                                                        |
| D.G.E.   | Germanes Deixebles de Jesús Eucarístic                          |                           |                                                                        |
| D.M.J.   | Filles de Maria i Josep                                         | Dames de Maria            |                                                                        |
| d.O.     | Confederació de l'Oratori de Sant Felip Neri                    | Felipons, Oratorians      | Confoederatio Oratorii Sancti Philippi Nerii                           |

## E
| Sigles   | Nom oficial                           | Nom popular                                   | Nom llatí                                            |
| -------- | ------------------------------------- | --------------------------------------------- | ---------------------------------------------------- |
| E.C.M.C. | Eremites Camaldulesos de Monte Corona | Montcoronesos, coronesos                      | Congregatio Eremitarum Camaldulensium Montis Coronae |
| E.F.     | Filles de l'Església                  |                                               |                                                      |
| E.M.I.   | Esclaves de Maria Immaculada          | Protectores de les Obreres, Esclaves de Maria |                                                      |
| E.P.     | Societat Clerical Virgo Flos Carmeli  |                                               | Societas Clericalis "Virgo Flos Carmeli"             |
| Eud.     | Congregació de Jesús i Maria          | Eudistes                                      | Congregatio Iesu et Mariae (Eudistarum)              |

## F
| Sigles     | Nom oficial                                                           | Nom popular | Nom llatí                                                                    |
| ---------- | --------------------------------------------------------------------- | --- | ---------------------------------------------------------------------------- |
| F.A.M.     | Fills de l'Amor Misericordiós                                         | | Congregatio Filiorum Amoris Misericordis                                     |
| F.B.C.     | Franciscanes de la Mare de Déu del Bon Consell                        | Franciscanes del Bon Consell |                                                                              |
| F.B.F.     | Orde Hospitaler de Sant Joan de Déu                                   | Germans de Sant Joan de Déu | Ordo Hospitalarius Sancti Ioannis de Deo                                     |
| F.B.M.V.A. | Franciscanes de Santa Maria dels Àngels                               | Franciscanes de Waldbreitbach | Sorores Franciscanae Beatae Mariae Virginis Angelorum                        |
| F.C.       | Fills de la Caritat (Fils de la Charité)                              | | Filii Charitatis                                                             |
| F.C.       | Fills de la Creu                                                      | |                                                                              |
| F.C.       | Germans de la Caritat de Gant                                         | | Fratres a Caritate                                                           |
| F.C.I.M.   | Germanes Franciscanes Missioneres del Cor Immaculat de Maria          | Franciscanes d'Egipte | Sororum Franciscanae Missionariae a Corde Immaculatae Beatae Mariae Virginis |
| F.C.J.     | Fidels Companyes de Jesús                                             | |                                                                              |
| F.C.J.     | Filles del Cor de Jesús                                               | |                                                                              |
| F.C.J.M.   | Germanes Franciscanes Filles dels Sagrats Cors de Jesús i Maria       | Franciscanes de Salzkotten |                                                                              |
| F.C.L.     | Franciscanes de la Creu del Líban                                     | |                                                                              |
| F.C.M.     | Germanes Filles del Cor Puríssim de Maria                             | |                                                                              |
| F.C.PP.S.  | Filles de la Caritat de la Preciosíssima Sang                         | |                                                                              |
| F.C.S.C.J. | Filles de la Caritat del Sagrat Cor de Jesús                          | |                                                                              |
| F.d.C.     | Filles de la Caritat de Sant Vicenç de Paül                           | Dames de la Caritat, Germanes de Sant Vicenç de Paül, Germanes de la Caritat, Germanetes de la Caritat, Paüles, Vicentines, Serves dels Pobres Malalts | Sorores Caritatis Sancti Vincentii a Paul                                    |
| F.d.C.C.   | Filles de la Caritat (Canossianes)                                    | Canossianes | Congregatio Filiorum a Caritate                                              |
| F.D.C.     | Filles de la Divina Caritat                                           | |                                                                              |
| F.d.G.     | Filles de Jesús (Verona)                                              | |                                                                              |
| F.d.L.S.   | Filles de la Saviesa                                                  | Monfortines | Institutum Filiarum a Sapientia                                              |
| F.D.M.     | Filles de Maria de Saint-Denis                                        | |                                                                              |
| F.D.M.     | Germans de Nostra Senyora de la Misericòrdia                          | | Institutum Fratrum B.M.V. a Misericordia                                     |
| F.D.N.S.C. | Filles de Nostra Senyora del Sagrat Cor                               | |                                                                              |
| F.d.O.     | Filles de l'Oratori                                                   | |                                                                              |
| F.D.P.     | Petita Obra de la Divina Providència (Fills de la Divina Providència) | Orionins, orionites, orionistes | Parvum opus Divinae Providentiae                                             |
| F.D.Z.     | Filles del Diví Zel                                                   | |                                                                              |
| F.F.S.C.   | Germans Franciscans de la Santa Creu                                  | | Institutum Fratrum Franciscalium a Santa Cruce loci Waldbreitbach            |
| F.G.C.     | Filles de Sant Josep del Caburlotto                                   | |                                                                              |
| F.H.M.     | Congregació de les Germanes Franciscanes Filles de la Misericòrdia    | Monges Blaves, Franciscanes de Pina |                                                                              |
| F.I.       | Filles de Jesús (Jesuïtines)                                          | Jesuïtines, Filles de Jesús de Salamanca | Filie Iesu                                                                   |
| F.I.       | Frares Franciscans de la Immaculada                                   | | Congregatio Fratrum Immaculatae                                              |
| F.I.       | Germanes Franciscanes de la Immaculada                                | |                                                                              |
| F.I.C.     | Germans de la Immaculada Concepció de Maastricht                      | | Congregatio Fratrum Immaculatae Conceptionis B.M.V.                          |
| F.I.C.P.   | Germans de la Instrucció Cristiana de Ploërmel                        | | Institutum Fratrum instructionis christianae de Ploërmel                     |
| F.J.       | Filles de Jesús (Kermaria)                                            | |                                                                              |
| F.J.       | Germans Josefins de Ruanda                                            | Bayozefites | Institutum Fratrum Filiorum Sancti Ioseph, vulgo Bayozefiti                  |
| F.M.A.     | Filles de Maria Auxiliadora                                           | Salesianes de Don Bosco | Congregatio Filiarum Mariae Auxiliatricis                                    |
| F.M.C.     | Filles de la Misericòrdia i de la Creu                                | |                                                                              |
| F.M.D.     | Filipines Filles de Maria Dolorosa                                    | Filipines de la Dolorosa |                                                                              |
| F.M.D.A.   | Filles de la Mare de Déu del Diví Amor                                | |                                                                              |
| F.M.D.D.   | Fills de la Mare de Déu Dolorosa                                      | Doloristes | Filii Matris Dei Dolorosae                                                   |
| F.M.E.     | Filipenses Missioneres de l'Ensenyament                               | Germanes de Sant Felip Neri, Religioses Filipenses |                                                                              |
| F.M.G.B.   | Germanes Franciscanes Missioneres de Jesús Infant                     | | Congregatio Sororum Franciscalium a Puero Iesu                               |
| F.M.H.     | Filles de Maria Santíssima de l'Hort                                  | Gianellines | Congregatio Filiarum Mariae Sanctissimae ab Horto                            |
| F.M.I.     | Fills de la Santa Verge Immaculada de França                          | Pares de Chavagnes | Congregatio Filiorum B. M. V. Immaculatae                                    |
| F.M.I.     | Fills de Maria Immaculada                                             | Pavonians | Congregatio Filiorum Mariae Immaculatae                                      |
| F.M.I.     | Filles de Maria Immaculada de Reggio Calabria                         | Immaculadines | Institutm Filiarum Mariae Immaculatae                                        |
| F.M.I.     | Filles de Maria Immaculada d'Agen                                     | Marianistes |                                                                              |
| F.M.I.     | Germanes Humils Filles de Maria Immaculada                            | |                                                                              |
| F.M.I.     | Germanes Franciscanes de Maria Immaculada                             | Caputxines de Túquerres |                                                                              |
| F.M.M.     | Germanes Franciscanes Missioneres de Maria                            | | Congregatio Franciscalium Missionariarum a Maria                             |
| F.M.M.     | Germans de la Misericòrdia                                            | | Fratres de Misericordia                                                      |
| F.M.N.     | Germanes Franciscanes Missioneres de la Nativitat de Nostra Senyora   | Darderes |                                                                              |
| F.M.M.A.   | Germans de la Misericòrdia de Maria Auxiliadora                       | | Fratres Misericordiae Mariae Auxiliatricis                                   |
| F.M.M.D.P. | Franciscanes Missioneres de la Mare del Diví Pastor                   | Franciscanes de la Divina Pastora |                                                                              |
| F.M.M.E.   | Filles de Maria Mare de l'Església                                    | |                                                                              |
| F.M.S.     | Germans Maristes de les Escoles                                       | Maristes, Germanets de Maria | Institutum Fratrum Maristarum a Scholis                                      |
| F.M.S.C.   | Germanes Franciscanes Missioneres del Sagrat Cor                      | |                                                                              |
| F.N.       | Congregació de la Sagrada Família de Natzaret                         | Piamartins | Congregatio Sacrae Familiae a Nazareth                                       |
| F.N.D.L.   | Germans de Nostra Senyora de Lorda                                    | | Fratres N.D. Lurdensis                                                       |
| F.N.S.M.C. | Filles de Nostra Senyora dels Mont Calvari                            | |                                                                              |
| F.P.M.     | Germans de la Presentació                                             | | Fratres Piae Congregationis a Presentatione                                  |
| F.P.S.G.C. | Filles Pobres de Sant Josep de Calassanç                              | Calassancianes |                                                                              |
| F.R.A.     | Filles de la Reina dels Apòstols                                      | |                                                                              |
| F.S.A.     | Filles de Santa Anna                                                  | |                                                                              |
| F.S.C.     | Filles de Sant Camil                                                  | Camiles | Congregatio Filiarum Sancti Camilli                                          |
| F.S.C.     | Germans de les Escoles Cristianes                                     | Lasal·lians, Germans de La Salle | Institutum Fratrum Scholarum Christianarum                                   |
| F.S.C.B.   | Fraternitat Sacerdotal dels Missioners de Sant Carles Borromeo        | | Sacerdotalis Fraternitas Missionariorum a Sancto Carolo Borromeo             |
| F.S.C.G.   | Filles del Sagrat Cor de Jesús de la Verzeri                          | |                                                                              |
| F.S.C.J.   | Fills del Sagrat Cor de Jesús                                         | | Congregatio Filiorum S. Cordis Jesu                                          |
| F.S.E.     | Filles de l'Esperit Sant                                              | Germanes Blanques de Bretanya |                                                                              |
| F.S.F.     | Germans de la Sagrada Família de Belley                               | | Institutum Fratrum a Sancta Familia de Bellicio                              |
| F.S.F.S.   | Filles de Sant Francesc de Sales                                      | |                                                                              |
| F.S.G.     | Filles de Sant Josep de Genoni                                        | Josefines de Genoni |                                                                              |
| F.S.G.C.   | Germans de Sant Josep Benet Cottolengo                                | Germans del Cottolengo | Congregatio Fratrum a Sancto Iosepho Benedicto Cottolengo                    |
| F.S.G.M.   | Franciscanes de Sant Jordi Mârtir                                     | Franciscanes de Thuine |                                                                              |
| F.S.J.     | Filles de Sant Josep                                                  | Josefines, Butinyanes |                                                                              |
| F.S.M.I.   | Fills de Santa Maria Immaculada                                       | | Congregatio Filiorum Sanctae Mariae Immaculatae                              |
| F.S.M.P.   | Filles de Santa Maria de la Divina Providència                        | Guanellianes |                                                                              |
| F.S.O.     | Família Espiritual l'Obra                                             | | Familia Spiritualis Opus                                                     |
| F.S.P.     | Pia Societatà Filles de Sant Pau                                      | Paulines | Congregatio Filiarum a Sancti Pauli                                          |
| F.S.P.     | Germans de Sant Patrici                                               | | Congregatio Fratrum a Sancto Patricio                                        |
| F.S.S.P.   | Fraternitat Sacerdotal de Sant Pere                                   | | Fraternitas Sacerdotalis Sancti Petri                                        |
| F.SS.R.    | Fills del Santíssim Redemptor                                         | Redemptoristes transalpins | Filii Sanctissimi Redemptoris                                                |

## G
| Sigles   | Nom oficial                       | Nom popular | Nom llatí                                     |
| -------- | --------------------------------- | ----------- | --------------------------------------------- |
| G.C.S.J. | Germanes Carmelites de Sant Josep |             |                                               |
| G.H.M.   | Missioners Domèstics d'Amèrica    | Glenmary    | Societas Missionariorum Domesticorum Americae |

## H
| Sigles       | Nom oficial                                             | Nom popular                                                  | Nom llatí                                        |
| ------------ | ------------------------------------------------------- | ------------------------------------------------------------ | ------------------------------------------------ |
| H.A.D.       | Germanetes dels Ancians Desemparats                     |                                                              | Congregatio Parvarum Sororum Senium Derelictorum |
| H.C.C.       | Germanes de la Companyia de la Creu de Sevilla          | Germanetes de la Creu                                        |                                                  |
| H.C.M.C.     | Germanes Carmelites de la Mare Candelera                |                                                              |                                                  |
| H.C.R.       | Filles de Crist Rei                                     |                                                              | Congregatio Filiarum Christi Regis               |
| H.C.S.A.     | Germanes de la Caritat de Santa Anna                    |                                                              |                                                  |
| H.C.S.J.     | Germanes Carmelites de Sant Josep                       |                                                              |                                                  |
| H.F.I.C.     | Germanes Franciscanes de la Immaculada Concepció        |                                                              |                                                  |
| H.F.S.C.     | Germanes Franciscanes dels Sagrats Cors                 |                                                              |                                                  |
| H.G.M.       | Heralds de la Bona Nova                                 |                                                              | Societas Praeconum Bonae Notitiae                |
| H.J.         | Germanes Josefines                                      | Josefines de Mèxic                                           |                                                  |
| H.J.C.       | Germanes Josefines de la Caritat                        | Josefines de Vic, Josefines de la Caritat, Noies de la Xicra |                                                  |
| H.J.N.       | Germanes Hospitalàries Franciscanes de Jesús Natzarè    | Hospitaleres de Jesús Natzarè                                |                                                  |
| HH.MM.SS.CC. | Germanes Missioneres dels Sagrats Cors de Jesús i Maria | Missioneres dels Sagrats Cors de Mallorca                    |                                                  |
| HH.SS.CC.    | Filles dels Sagrats Cors de Jesús i de Maria (Bogotà)   |                                                              |                                                  |
| H.M.         | Germanes de la Humilitat de Maria                       | Germans Camils                                               |                                                  |
| H.M.E.P.     | Germans Missioners dels Malalts Pobres                  |                                                              |                                                  |
| H.M.I.G.     | Filles de Maria Immaculada de Guadalupe                 |                                                              |                                                  |
| H.M.S.S.     | Mercedàries del Santíssim Sagrament                     |                                                              |                                                  |
| H.S.C.       | Germanes Hospitalàries del Sagrat Cor de Jesús          | Hospitalàries del Sagrat Cor                                 |                                                  |
| H.S.C.J.     | Filles del Sagrat Cor de Jesús                          |                                                              |                                                  |
| H.T.C.F.S.   | Germanes Terciàries Caputxines de la Sagrada Família    | Amigonianes                                                  |                                                  |
| H.T.M.F.     | Germanes Missioneres Franciscanes                       |                                                              |                                                  |

## I
| Sigles         | Nom oficial                                                            | Nom popular                                                      | Nom llatí                                                              |
| -------------- | ---------------------------------------------------------------------- | ---------------------------------------------------------------- | ---------------------------------------------------------------------- |
| I.B.M.V.       | Institut de la Santa Verge Maria                                       | Dames Angleses, Dames Irlandeses                                 | Institutum Beatae Mariae Virginis                                      |
| I.C.           | Institut de la Caritat                                                 | Rosminians                                                       | Institutum Charitatis                                                  |
| I.C.H.D.P.     | Institut Calassanci de Filles de la Divina Pastora                     | Filles de la Divina Pastora, Calassàncies                        |                                                                        |
| I.C.M.         | Germanes del Cor Immaculat de Maria                                    |                                                                  | Congregatio Sororum Immaculati Cordis Mariae                           |
| I.C.N.         | Institut Camí Nou                                                      |                                                                  | Institutum Novum Iter                                                  |
| I.C.P.         | Servents de Crist Sacerdot                                             |                                                                  | Institutum saecularis Servorum Christi Sacerdotis                      |
| I.C.P.B.       | Institut del Clergat Patriarcal de Bzommar                             |                                                                  |                                                                        |
| I.E.M.E.       | Institut Espanyol de Sant Francesc Xavier per a les Missions Exteriors | Xaverians                                                        | Institutum Hispanicum Sancti Francisci Xaverii pro Missionibus Exteris |
| I.F.N.S.V.     | Germanes Franciscanes de Nostra Senyora de les Victòries               |                                                                  |                                                                        |
| I.H.M.         | Germanes Esclaves del Cor Immaculat de Maria                           |                                                                  |                                                                        |
| I.J.M.J.       | Germanes de l'Institut de Jesús, Maria i Josep                         |                                                                  |                                                                        |
| I.J.S.         | Religioses de l'Infant Jesús                                           | Dames de Saint-Maur, Germanes de l'Infant Jesús de Nicolas Barré | Infant Jesus Sisters                                                   |
| I.M.           | Germanes de Santa Marcel·lina                                          | Marcel·lines                                                     |                                                                        |
| I.M.C.         | Institut de Missions de la Consolació                                  |                                                                  | Institutum Missionum a Consolata                                       |
| I.M.E.Y.       | Institut per a les Missions Exteriors de Yarumal                       |                                                                  | Institutum Yarumalense pro Missionibus ad Exteras Gentes               |
| I.M.S.         | Societat dels Missioners Indis                                         |                                                                  | Societas Missionariorum Indiae Orientalis                              |
| I.S.C.         | Germanes del Sagrat Cor de Jesús (Ragusa)                              |                                                                  |                                                                        |
| I.S.D.C.       | Germanes de Santa Dorotea de Cemmo                                     | Dorotees de Cemmo                                                |                                                                        |
| I.S.F.         | Germanes de la Sagrada Família de Savigliano                           |                                                                  | Congregatio Sororum a Sancta Familia a Savigliano                      |
| I.S.M.         | Germanes de la Misericòrdia                                            | Walking Nuns (Germanes Caminants)                                |                                                                        |
| I.S.M.A.       | Institut de les Germanes de la Misericòrdia d'Austràlia                |                                                                  |                                                                        |
| I.S.M.C.       | Germanes Missioneres de la Consolació                                  |                                                                  |                                                                        |
| I.S.P.X.       | Institut Secular Pius X                                                |                                                                  | Institutom seculare Pius X                                             |
| Ist. del Prado | Institut del Prado                                                     |                                                                  |                                                                        |
| I.S.Z.         | Germanes Celadores del Sagrat Cor                                      |                                                                  |                                                                        |
| I.V.E.         | Família Religiosa del Verb Encarnat                                    |                                                                  |                                                                        |
| I.T.           | Institució Teresiana                                                   |                                                                  | Institutio Teresiana Giennii                                           |

## L
| Sigles | Nom oficial               | Nom popular | Nom llatí                         |
| ------ | ------------------------- | ----------- | --------------------------------- |
| L.C.   | Legionaris de Crist       |             | Congregatio Legionariorum Christi |
| L.C.M. | Petita Companyia de Maria |             |                                   |

## M
| Sigles     | Nom oficial                                                           | Nom popular                                           | Nom llatí                                                                           |
| ---------- | --------------------------------------------------------------------- | ----------------------------------------------------- | ----------------------------------------------------------------------------------- |
| M.A.       | Germanes de Maria Auxiliadora                                         |                                                       |                                                                                     |
| M.Afr.     | Missioners d'Àfrica                                                   | Pares Blancs                                          | Missionarii Africae (Patres Albi)                                                   |
| M.C.       | Missioneres de la Caritat                                             | Germanes de la Mare Teresa                            | Congregatio Sororum Missionarium Caritatis                                          |
| M.C.       | Germanes de la Caritat de la Mare de Déu de la Mercè                  | Mercedàries de la Caritat                             | Congregatio Sororum a Caritate B.M.V. de Mercede                                    |
| M.C.B.S.   | Congregació Missionera del Santíssim Sagrament                        |                                                       | Congregatio Missionalis a Sanctissimo Sacramento                                    |
| M.C.C.I.   | Missioners Combonians del Cor de Jesús                                | Combonians                                            | Missionarii Comboniani Cordis Iesu                                                  |
| M.C.D.P.   | Germanes de la Divina Providència (Saint-Jean-de-Bassel)              |                                                       |                                                                                     |
| M.C.I.     | Missioneres Croades de l'Església                                     |                                                       |                                                                                     |
| M.C.P.     | Missioneres Catequistes dels Pobres                                   |                                                       |                                                                                     |
| M.D.       | Mares de Desemparats i Sant Josep de la Muntanya                      |                                                       | Institutum Sororum Matrum Derelictorum                                              |
| M.d.I.     | Missioneres de la Immaculada                                          |                                                       |                                                                                     |
| M.D.P.     | Missioners de La Plaine                                               |                                                       |                                                                                     |
| M.D.R.     | Missioners de la Divina Redempció                                     |                                                       | Congregatio Missionariorum a Divina Redemptione                                     |
| M.D.R.     | Germanes Missioneres Dominiques del Rosari                            |                                                       |                                                                                     |
| M.d.S.     | Unió de Santa Caterina de Siena de les Missioneres de l'Escola        | Missioneres de l'Escola                               |                                                                                     |
| M.E.I.C.M. | Missioneres Esclaves de l'Immaculat Cor de Maria                      |                                                       |                                                                                     |
| M.E.N.     | Germanes Missioneres Eucarístiques de Natzaret                        | Maries Natzarenes                                     |                                                                                     |
| M.E.P.     | Societat per a les Missions Exteriors de París                        |                                                       | Societas Parisiensis Missionum ad Exteras Gentes                                    |
| M.G.       | Institut de Santa Maria de Guadalupe per a les Missions Exteriors     |                                                       | Institutum a Sancta Maria de Guadalupe pro Exteris Missionibus                      |
| M.H.C.M.   | Missioneres Filles del Cor de Maria                                   |                                                       | Congregatio Missionariae Filiae Cordis Mariae                                       |
| M.H.M.     | Societat Missionera de Sant Josep de Mill Hill                        |                                                       | Societas Missionariorum S. Ioseph de Mill Hill                                      |
| M.H.S.F.N. | Missioneres Filles de la Sagrada Família de Natzaret                  | Missioneres de Natzaret, Filles de la Sagrada Família |                                                                                     |
| M.I.       | Clergues Regulars Ministres dels Malalts                              | Camils, Pares Agonitzants                             | Ordo Clericorum Regularium Ministrantium Infirmis                                   |
| M.I.C.     | Congregació dels Clergues Marians                                     | Marians                                               | Congregatio Clericorum Marianorum sub titulo Immaculatae Conceptionis Bmae Virginis |
| M.I.C.     | Missioneres de la Immaculada Concepció                                | Germanes Concepcionistes                              |                                                                                     |
| M.I.C.     | Missioners de la Immaculada Concepció                                 | Pares de Garaison o de Lorda                          | Congregatio Missionariorum Immaculatae Conceptionis B. M. V.                        |
| M.Id.      | Institut Id de Crist Redemptor                                        | Idents                                                |                                                                                     |
| M.J.       | Missioners de Sant Josep de Mèxic                                     |                                                       | Societas Missionariorum a S. Joseph                                                 |
| M.J.C.     | Milícia de la Fe de Jesucrist                                         |                                                       | Milita [Fidei] Jesu Christi                                                         |
| M.M.       | Societat per a les Missions Exteriors dels Estats Units               | Maryknoll                                             | Societas de Maryknoll pro missionibus exteris                                       |
| M.M.       | Germanes Dominiques de Maryknoll                                      |                                                       |                                                                                     |
| M.M.B.     | Germanes Mercedàries Missioneres                                      | Mercedàries de Bérriz                                 |                                                                                     |
| M.M.L.     | Germanes Missioneres de Maria Immaculada i de Santa Caterina de Siena | Missioneres de la Mare Laura                          |                                                                                     |
| M.M.S.     | Germanes Mèdico-Missioneres                                           |                                                       |                                                                                     |
| M.N.M.     | Missioners de la Nativitat de Maria                                   |                                                       | Congregatio Missionariorum Nativitatis Mariae                                       |
| M.O.       | Missioners dels Obrers                                                |                                                       | Institutum Missionariorum Opificum                                                  |
| M.P.       | Germanes Mares Pies de Nostra Senyora Seu de la Saviesa               | Franzonianes                                          |                                                                                     |
| M.P.d.A.   | Mestres Pies de la Dolorosa                                           |                                                       | Congregatio Magistrarum Piarum a Beata Maria Virgine Perdolente                     |
| M.P.F.     | Mestres Pies Filippini                                                |                                                       | Pontificium Institutum Magistrarum Piarum Filippin                                  |
| M.P.V.     | Mestres Pies Venerini                                                 |                                                       |                                                                                     |
| M.R.       | Societat de Maria Reparadora                                          |                                                       | Institutum a Maria Reparatrice                                                      |
| M.S.       | Missioners de Nostra Senyora de la Salette                            | Salettians                                            | Missionarii Dominae Nostrae a La Salette                                            |
| M.S.A.     | Societat Clerical de Missioners dels Sants Apòstols                   |                                                       | Societas Clericalis Sanctorum Apostolorum pro Missionibus                           |
| M.S.C.     | Mínimes Germanes del Sagrat Cor                                       |                                                       |                                                                                     |
| M.S.C.     | Missioneres del Sagrat Cor de Jesús                                   |                                                       | Institutum Missionalium Virginum a Sacro Corde Jesu                                 |
| M.S.C.     | Missioners del Sagrat Cor de Jesús                                    |                                                       | Missionarii Sacratissimi Cordis Iesu                                                |
| M.S.C.     | Missioners del Sagrat Cor i Santa Maria de Guadalupe                  |                                                       | Missionarii Sacri Cuori et Sanctae Mariae de Guadalupe                              |
| M.S.C.     | Germanes Marianites de la Santa Creu                                  |                                                       |                                                                                     |
| M.S.C.S.   | Germanes Missioneres de Sant Carles Borromeo                          | Scalabrinianes per als Emigrants                      |                                                                                     |
| M.S.F.     | Missioners de la Sagrada Família                                      |                                                       | Congregatio Missionariorum a S. Familia                                             |
| M.S.F.     | Germanes Missioneres de la Sagrada Família                            |                                                       | Congregatio Sororum Missionariorum a Sacra Familia                                  |
| M.S.F.S.   | Missioners de Sant Francesc de Sales d'Annecy                         | Fransalians                                           | Missionarii S. Francisci Salesii de Annecio                                         |
| M.S.M.H.C. | Germanes Missioneres de Maria Ajuda dels Cristians                    | Ferrandines                                           |                                                                                     |
| M.S.P.     | Missioners Servents de la Paraula                                     |                                                       | Congregatio Missionariorum Verbi Dei Servorum                                       |
| M.S.P.     | Societat Missionera de les Filipines                                  |                                                       |                                                                                     |
| M.S.P.     | Societat Missionera de Sant Pau de Nigèria                            | Missioners de Sant Pau                                |                                                                                     |
| M.SS.CC.   | Missioners dels Sagrats Cors de Jesús i Maria (Nàpols)                | Missioners dels Sagrats Cors de Nàpols                | Congregatio Missionariorum a Sacris Cordibus Iesu et Mariae                         |
| M.SS.CC.   | Missioners dels Sagrats Cors de Jesús i Maria de Randa                | Missioners de Mallorca, Missioners de Randa           | Congregatio Missionariorum Sacrorum Cordium Iesu et Mariae                          |
| M.S.S.P.   | Societat Missionera de Sant Pau                                       |                                                       | Missionalis Societas Sancti Pauli                                                   |
| M.S.SS.T.  | Missioners Servent de la Santíssima Trinitat                          |                                                       | Congregatio Missionariorum Servorum Sanctissimae Trinitatis                         |
| M.S.T.     | Societat Missionera de Sant Tomàs Apòstol                             |                                                       |                                                                                     |
| M.S.U.     | Monjos Estudites Ucraïnesos                                           | Estudites                                             | Monachi e Regula Studitarum                                                         |
| M.Sp.S.    | Missioners de l'Esperit Sant                                          |                                                       | Missionarii a Spiritu Sancto                                                        |
| M.X.Y.     | Institut per a les Missions Exteriors de Yarumal                      |                                                       | Institutum Yarumalense pro Missionibus ad Exteras Gentes                            |
| Min.Inf.   | Clergues Regulars Ministres dels Malalts                              | Camils, Pares Agonitzants                             | Ordo Clericorum Regularium Ministrantium Infirmis                                   |

## N
| Sigles     | Nom oficial                                           | Nom popular                             | Nom llatí                                      |
| ---------- | ----------------------------------------------------- | --------------------------------------- | ---------------------------------------------- |
| N.D.C.     | Germanes de Nostra Senyora del Calvari                |                                         | Congregatio Sororum Dominae Nostrae a Calvario |
| N.D.F.     | Congregació de la Mare de Déu de la Fidelitat         | Germanes de la Caritat de les Orfanetes |                                                |
| N.D.P.S.   | Germanes de Nostra Senyora del Perpetu Socors         |                                         |                                                |
| N.D.S.     | Religioses de Nostra Senyora de Sió                   |                                         |                                                |
| N.S.A.     | Germanes Missioneres de Nostra Senyora dels Apòstols  |                                         |                                                |
| N.S.C.     | Germanes de Nostra Senyora de la Consolació           | Germanes de la Consolació               |                                                |
| N.S.R.M.C. | Germanes de Nostra Senyora del Refugi al Mont Calvari |                                         |                                                |

## O
| Sigles            | Nom oficial                                                           | Nom popular                                                                                           | Nom llatí                                                                 |
| ----------------- | --------------------------------------------------------------------- | --- | ------------------------------------------------------------------------- |
| O.A.              | Oblates de l'Assumpció Religioses Missioneres                         | Oblates Missioneres de l'Assumpció                                                                    |                                                                           |
| O.A.D.            | Orde dels Agustins Descalços                                          | Agustins Descalços                                                                                    | Ordo Augustiniensium Discalceatorum                                       |
| O.A.M.            | Orde Antonià Maronita                                                 | Antonians                                                                                             | Ordo Antonianorum Maronitarum                                             |
| O.A.O.C.          | Orde Antonià de Sant Hormisdes dels Caldeus                           | Antonians                                                                                             | Ordo Antonianus Sanctae Hormisdae Chaldaeorum                             |
| O.A.R.            | Orde dels Agustins Recol·lectes                                       | Agustins Recol·lectes                                                                                 | Ordo Augustinianorum Recollectorum                                        |
| O.A.R.            | Monges de l'Orde dels Agustins Recol·lectes                           | Agustines Recol·lectes                                                                                | Moniales Ordinis Augustinianorum Recollectorum                            |
| O.Ann.M.          | Orde de l'Anunciació de Santa Maria Verge                             | Anunciates                                                                                            | Ordo de Annuntiatione Beatae Mariae Virginis                              |
| O.B.G.            | Germanes Oblates del Sant Infant Jesús                                | |                                                                           |
| O.C.              | Orde dels Frares de Santa Maria Verge del Mont Carmel                 | Carmelites, Orde del Carmel, Orde del Carme                                                           | Ordo Fratrum Beatissimae Mariae Virginis de Monte Carmelo                 |
| O.C.D.            | Orde dels Frares Descalços de Santa Maria Verge del Mont Carmel       | Carmelites Descalços                                                                                  | Ordo Fratrum Discalceatorum B. Mariae V. de Monte Carmelo                 |
| O.C.D.            | Monges de l'Orde de les Carmelites Descalces                          | Carmelites Descalces                                                                                  | Moniales Ordinis Carmelitarum Discalceatarum                              |
| O.C.J.            | Oblates del Cor de Jesús                                              | |                                                                           |
| O.C.S.O.          | Orde Cistercenc de l'Estricta Observança                              | Trapencs                                                                                              | Ordo Cisterciensis Strictioris Observantiae                               |
| O.C.S.O.          | Monges Cistercenques de l'Estricta Observança                         | Trapenques                                                                                            | Ordo Monialium Cisterciensium Strictioris Observantiae                    |
| O.Carm.           | Orde dels Frares de Santa Maria Verge del Mont Carmel                 | Carmelites, Carmelitans, Carmelites Calçats, Carmelites d'Antiga Observança, Carmelites Observants    | Ordo Fratrum Beatissimae Mariae Virginis de Monte Carmelo                 |
| O.Carm.           | Monges de l'Orde de les Carmelites                                    | Carmelites, Carmelites Calçades, Carmelites d'Antiga Observança, Carmelites Observants                | Moniales Ordinis Carmelitarum                                             |
| O.Carm.Disc.      | Orde dels Frares Descalços de Santa Maria Verge del Mont Carmel       | Carmelites Descalços                                                                                  | Ordo Fratrum Discalceatorum B. Mariae V. de Monte Carmelo                 |
| O.Carm.Disc.      | Monges de l'Orde de les Carmelites Descalces                          | Carmelites Descalces                                                                                  | Moniales Ordinis Carmelitarum Discalceatarum                              |
| O.Cart.           | Orde Cartoixà                                                         | Cartoixans                                                                                            | Ordo Carthusianus                                                         |
| O.Cist.           | Orde Cistercenc                                                       | Cistercencs, bernadins, monjos blancs                                                                 | Ordo Cisterciensis                                                        |
| O.Cist. (Ful.)    | Congregació de Feuillant de l'Orde Cistercenc                         | Fuliencs, Cistercencs de Feuillant                                                                    | Congregatio Beatae Mariae Fuliensis Ordinis Cisterciensis                 |
| O.Cr.             | Canonges Regulars de la Santíssima Creu de l'Estrella Roja            | Crucífers de l'Estrella Roja, Cavallers de la Creu de l'Estrella Roja, Crucífers de Bohèmia           | Canonici Regulares Sanctissimae Crucis a Stella Rubea                     |
| O. de M.          | Orde de la Mare de Déu de la Mercè                                    | Mercedaris                                                                                            | Ordo B. Mariae Virginis de Mercede                                        |
| O.D.N.            | Orde de la Companyia de Maria Nostra Senyora                          | Monges de Lestonnac, Companyia de Maria                                                               | Ordo Societatis Mariae Dominae Nostrae                                    |
| O.D.S.A.          | Orde dels Agustins Descalços                                          | Agustins Descalços                                                                                    | Ordo Discalceatorum Sancti Augustini                                      |
| O.E.D.S.A.        | Orde dels Agustins Descalços                                          | Agustins Descalços                                                                                    | Ordo Fratrum Eremitarum Discalceatorum Sancti Augustini                   |
| O.E.S.A.          | Orde de Sant Agustí                                                   | Agustins, agustinians, eremites agustins                                                              | Ordo Eremitarum S. Augustini                                              |
| O.E.S.S.H.        | Orde del Sant Sepulcre de Jerusalem                                   | Cavallers sepulcristes, Sepulturistes, Guardians del Sant Sepulcre                                    | Ordo Equestris Sancti Sepulcri Hierosolymitan                             |
| O.F.B.            | Orde dels Germans de Betlem                                           | Betlemites de les Índies Occidentales, Hospitalers Betlemites                                         | Ordo Fratrum Bethlemitarum                                                |
| O.F.M.            | Orde dels Frares Menors                                               | Franciscans, Framenors                                                                                | Ordo Fratrum Minorum                                                      |
| O.F.M. Alc.       | Orde dels Frares Menors Descalços de l'Estricta Observança            | Franciscans Descalços, Alcantarins                                                                    | Ordo Fratrum Minorum Strictoris Observantiæ Discalceatorum                |
| O.F.M. Cap.       | Orde dels Frares Menors Caputxins                                     | Caputxins                                                                                             | Ordo Fratrum Minorum Capuccinorum                                         |
| O.F.M. Conv.      | Orde dels Frares Menors Conventuals                                   | Franciscans Conventuals                                                                               | Ordo Fratrum Minorum Conventualium                                        |
| O.F.M. Disc.      | Orde dels Frares Menors Descalços de l'Estricta Observança            | Franciscans Descalços, Alcantarins                                                                    | Ordo Fratrum Minorum Strictoris Observantiæ Discalceatorum                |
| O.F.M.I.          | Germanes Ursulines Filles de Maria Immaculada                         | Ursulines de Verona                                                                                   |                                                                           |
| O.F.M. Obs.       | Orde dels Frares Menors de la Regular Observança                      | Franciscans Observants, Menors Observants                                                             | Ordo Fratrum Minorum Regularis Observantiae                               |
| O.F.M. Rec.       | Orde dels Frares Menors Recol·lectes                                  | Franciscans Recol·lectes                                                                              | Ordo Fratrum Minorum Recollectorum                                        |
| O.F.M. Ref.       | Orde dels Frares Menors Reformats de l'Estricta Observança            | Franciscans Reformats, Frares Menors Reformats, Riformella                                            | Ordo Fratrum Minorum Strictioris Observantiæ Reformatorum                 |
| O.F.M. Reg. Obs.  | Orde dels Frares Menors de la Regular Observança                      | Franciscans Observants, Menors Observants                                                             | Ordo Fratrum Minorum Regularis Observantiae                               |
| O.F.S.            | Orde Franciscà Seglar                                                 | Franciscans laics, terciaris de Sant Francesc                                                         | Ordo Franciscanus Saecularis                                              |
| O.H.              | Orde Hospitaler de Sant Joan de Déu                                   | Germans de Sant Joan de Déu                                                                           | Ordo Hospitalarius Sancti Ioannis de Deo                                  |
| O.Hum.            | Orde dels Humiliats                                                   | Umiliati                                                                                              | Ordo Humiliatorum                                                         |
| O.I.C.            | Orde de la Immaculada Concepció                                       | Concepcionistes                                                                                       | Ordo Immaculatae Conceptionis                                             |
| O.I.C.            | Congregació de la Imitació de Crist                                   | Congregació de Betània                                                                                | Congregatio de Imitatione Christi                                         |
| O.L.M.            | Orde Libanès Maronita                                                 | Antonians Baladites                                                                                   | Ordo Libanensis Maronitarum                                               |
| O.M.              | Orde dels Mínims                                                      | Mínims                                                                                                | Ordo Minimorum                                                            |
| O.M.D.            | Clergues Regulars de la Mare de Déu                                   | Leonardins, Clergues de la Mare de Déu de Lucca                                                       | Ordo Clericorum Regularium Matris Dei                                     |
| O.M.D.            | Orde dels Pares Descalços de Nostra Senyora de la Mercè               | Mercedaris Descalços                                                                                  | Ordo PP. Excalceatorum B. M. V. de Mercede                                |
| O.M.I.            | Missioners Oblats de Maria Immaculada                                 | Oblats                                                                                                | Congregatio Missionariorum Oblatorum B.M.V. Immaculatae                   |
| O.M.I.            | Germanes Ursulines de Maria Immaculada                                | Ursulines de Piacenza                                                                                 |                                                                           |
| O.M.J.M.          | Obra Missionera de Jesús i Maria                                      | |                                                                           |
| O.M.M.            | Orde Maronita Marianita                                               | Antonians Alepins                                                                                     | Ordo Maronita Beatae Mariae Virginis                                      |
| O.M.S.C.          | Germanes Ursulines Missioneres del Sagrat Cor de Jesús                | Ursulines de Parma                                                                                    |                                                                           |
| O.M.V.            | Oblats de Maria Verge                                                 | | Congregatio Oblatorum Beatae Mariae Virginia                              |
| O.M.V.I.          | Germanes Ursulines de Maria Verge Immaculada                          | Ursulines de Gandino                                                                                  |                                                                           |
| O.P.              | Orde dels Frares Predicadors                                          | Dominicans, Dominics, Predicadors                                                                     | Ordo Fratrum Praedicatorum                                                |
| O.P.              | Monges de l'Orde dels Predicadors                                     | Dominiques                                                                                            | Moniales Ordinis Predicatorum                                             |
| O.P.              | Germanes de la Caritat Dominiques de la Presentació de la Santa Verge | Dominiques de la Presentació                                                                          | Institutum Sorores Dom. Caritatis a Praesentatione Beatae Mariae Virginis |
| O.P.              | Germanes Dominiques de la Congregació del Sant Rosari                 | Dominiques d'Adrian                                                                                   |                                                                           |
| O.P.              | Germanes Dominiques de Betània                                        | |                                                                           |
| O.P.              | Germanes Dominiques de Santa Maria de l'Arc                           | |                                                                           |
| O.P.              | Germanes Missioneres de Sant Domènec                                  | Dominiques Missioneres                                                                                |                                                                           |
| Op.S.D.N.         | Germanes Obreres de la Santa Casa de Nazaret                          | | Congregatio Sororum Operariarum a S. Domo Nazaretana                      |
| O.Poen.           | Frares Penitents de Jesús Natzarè                                     | Scalzetti, Natzarens                                                                                  | Ordo Poenitentium a Iesu Nazareno                                         |
| O.Praem.          | Canonges Regulars Premonstratencs                                     | Premonstratencs, Norbertins, Canonges Blancs                                                          | Candidus et Canonicus Ordo Praemonstratensis                              |
| O.R.C.            | Canonges Regulars de la Santa Creu                                    | Germans de la Creu, Crucífers de Portugal, Croats de Portugal                                         | Ordo Canonicorum Regularium Sanctae Crucis                                |
| O.R.C.            | Obrers del Regne de Crist                                             | |                                                                           |
| O.R.S.A.          | Orde dels Agustins Recol·lectes                                       | Agustins Recol·lectes                                                                                 | Ordo Augustinianorum Recollectorum                                        |
| O.S.A.            | Orde de Sant Agustí                                                   | Agustins, agustinians, eremites agustins                                                              | Ordo Fratrum S. Augustini                                                 |
| O.S.A.            | Monges de l'Orde de Sant Agustí                                       | Agustines                                                                                             | Moniales Ordinis Sancti Augustini                                         |
| O.S.A.-A.S.O.L.C. | Germanes Agustines de la Mare de Déu de la Consolació                 | Agustines d'Ultramar                                                                                  |                                                                           |
| O.S.B.            | Adoratrius del Sagrat Cor de Jesús de Montmartre                      | Benedictines de Montmartre                                                                            | Congregatio Adoratricum Sanctissimi Cordis Iesu de Monte Martyrum         |
| O.S.B.            | Orde de Sant Benet                                                    | Benedictins, Benets                                                                                   | Ordo Sancti Benedicti                                                     |
| O.S.B.            | Germanes Benedictines de la Caritat                                   | |                                                                           |
| O.S.B.            | Germanes Benedictines Missioneres de Tutzing                          | Benedictines de Tutzing                                                                               | Congregatio Sororum Benedictinarum Missionarum de Tutzing                 |
| O.S.B. Cam.       | Congregació Camaldulesa de l'Orde de Sant Benet                       | Camaldulesos, Orde de Sant Romuald                                                                    | Congregatio Camaldulensis Ordinis S. Benedicti                            |
| O.S.B. Cel.       | Congregació Celestina de l'Orde de Sant Benet                         | Celestins, Germans de l'Esperit Sant, Eremites Pobres de Sant Celestí, Moronites, Eremites de Morrone | Pauperes Eremite Domini Celestini                                         |
| O.S.B.I.          | Orde Basilià Italià de Grottaferrata                                  | Basilians italians                                                                                    | Ordo Basilianus Italiae, seu Cryptoferratensis                            |
| O.S.B.M.          | Orde Basilià de Sant Josafat                                          | Basilians Rutens                                                                                      | Ordo Basilianus S. Iosaphat                                               |
| O.S.B.M.          | Germanes de l'Orde de Sant Basili el Gran                             | Basilianes                                                                                            |                                                                           |
| O.S.B. Oliv.      | Congregació Olivetana de l'Orde de Sant Benet                         | Olivetans                                                                                             | Congregatio Sanctae Mariae Montis Oliveti                                 |
| O.S.B. Silv.      | Congregació Silvestrina de l'Orde de Sant Benet]                      | Silvestrins                                                                                           | Congregatio Silvestrina                                                   |
| O.S.B. Vall.      | Congregació de Vallombrosa de l'Orde de Sant Benet]                   | Vallombrosins                                                                                         | Congregatio Vallis Umbrosae Ordinis S. Benedicti                          |
| O.S.B. Virg.      | Congregació de Montevergine de l'Orde de Sant Benet]                  | Guillemins, Verginians, Virginians                                                                    | Congregatio Montis Virginis Ordinis Sancti Benedicti                      |
| O.S.C.            | Orde de Santa Clara                                                   | Clarisses                                                                                             | Ordo Sanctae Clarae                                                       |
| O.S.C.            | Canonges Regulars de l'Orde de la Santa Creu                          | Orde de la Santa Creu, Crucífers dels Països Baixos, Croats dels Països Baixos                        | Canonici Regulares Ordinis S. Crucis                                      |
| O.S.C.            | Germanes Ursulines de Sant Carles                                     | Ursulines                                                                                             |                                                                           |
| O.S.C.            | Germanes Oblates del Sagrat Cor de Jesús                              | |                                                                           |
| O.S.C.Cap.        | Orde de les Caputxines de Santa Clara                                 | Clarisses Caputxines, Caputxines                                                                      | Ordo Sanctae Clarae Capuccinarum                                          |
| O.S.C.Col.        | Orde de Santa Clara reformat per Coleta o Clarisses Coletines         | Clarisses Descalces, Coletines                                                                        | Ordo Sanctae Clarae reformationis ab Coleta                               |
| O.S.C.M.          | Germanes Ursulines del Sagrat Cor de Maria                            | Ursulines de Breganze                                                                                 |                                                                           |
| O.S.C.Urb.        | Orde de Santa Clara de la Regla d'Urbà IV o Clarisses Urbanistes      | Urbanistes                                                                                            | Ordo Sanctae Clarae regulae Urbani IV                                     |
| O.S.F.            | Germanes Franciscanes de la Penitència i la Caritat Cristiana         | Franciscanes de Heythuizen                                                                            |                                                                           |
| O.S.F.            | Germans del Tercer Orde Regular de Sant Francesc d'Assís de Brooklyn  | | Congregatio Fratrum Tertiariorium Franciscalium                           |
| O.S.F.            | Germanes Franciscanes Missioneres de Maria Auxiliadora                | |                                                                           |
| O.S.F.            | Germanes Franciscanes de la Sagrada Família de Jesús, Maria i Josep   | Franciscanes de Dubuque                                                                               |                                                                           |
| O.S.F.            | Germanes Escolàstiques de Sant Francesc                               | |                                                                           |
| O.S.F.C.          | Orde dels Frares Menors Caputxins                                     | Caputxins                                                                                             | Ordo Fratrum Minorum Capuccinorum                                         |
| O.S.F.S.          | Oblats de Sant Francesc de Sales                                      | | Institutum Oblatorum S. Francisci Salesii                                 |
| O.S.F.S.          | Germanes Oblates de Sant Francesc de Sales                            | | Sœurs Oblates de Saint-François de Sales                                  |
| O.S.H.            | Orde de Sant Jeroni                                                   | Jerònims                                                                                              | Ordo Sancti Hieronymi                                                     |
| O.S.I.            | Oblats de Sant Josep                                                  | Josefins d'Asti                                                                                       | Congregatio Oblatorum S. Ioseph, Astae Pompejae                           |
| O.S.L.            | Germanes Oblates de Sant Lluís Gonzaga                                | Lluisines                                                                                             |                                                                           |
| O.S.M.            | Servents de Maria                                                     | Servites                                                                                              | Ordo Servorum Mariae                                                      |
| O.S.M.            | Serventes de Maria                                                    | Monges Servites                                                                                       | Ordo Servarum Beatae Virginis Mariae                                      |
| O.S.P.            | Germanes Oblates de la Providència                                    | |                                                                           |
| O.S.P.P.E.        | Orde de Sant Pau Primer Eremita                                       | Paulins                                                                                               | Ordo Sancti Pauli Primi Eremitae                                          |
| O.S.R.            | Germanes Oblates del Santíssim Redemptor                              | |                                                                           |
| O.S.S.            | Opus Spiritus Sancti                                                  | | Opus Spiritus Sancti                                                      |
| O.S.S.            | Germanes Oblates de l'Esperit Sant                                    | Institut de Santa Zita                                                                                |                                                                           |
| O.S.S.A.          | Orde de la Santíssima Anunciació                                      | Anunciates Turqueses, Celests                                                                         | Ordo SS. Annuntiationis                                                   |
| O.SS.A.C.         | Congregació dels Oblats dels Sants Ambròs i Carles                    | Ambrosians, Pares Oblats                                                                              | Congregatio Oblatorum Sanctorum Ambrosii et Caroli                        |
| O.SS.G.C.N.       | Oblats dels Sants Gaudenci i Carles                                   | Preveres de Sant Gaudenci                                                                             | Congregatio Oblatorum Sanctorum Gaudentii et Caroli Novariae              |
| O.SS.R.           | Orde del Santíssim Redemptor                                          | Monges Redemptoristes                                                                                 | Ordo Sanctissimi Redemptoris                                              |
| O.SS.S.           | Orde del Santíssim Salvador de Santa Brígida                          | Brigidines                                                                                            | Ordo Sanctissimi Salvatoris Sanctae Brigittae                             |
| O.SS.S.           | Orde del Santíssim Salvador (Branca Espanyola)                        | Brigidines Recol·lectes                                                                               | Ordo Sanctissimi Salvatoris Sanctae Brigittae                             |
| O.SS.T.           | Orde de la Santíssima Trinitat                                        | Trinitaris                                                                                            | Ordo Sanctissimae Trinitatis                                              |
| O.SS.T.           | Trinitàries Contemplatives                                            | Monges Trinitàries                                                                                    | Ordo Sanctissimae Trinitatis                                              |
| O.SS.T.D.         | Orde dels Descalços de la Santíssima Trinitat                         | Trinitaris Descalços                                                                                  | Ordo Descalceatorum Sanctissimae Trinitatis                               |
| O.S.U.            | Orde de Santa Úrsula                                                  | Ordo Sanctae Ursulae                                                                                  | Ursulines                                                                 |
| O.S.U.            | Ursulines de la Unió Canadenca                                        | Ursulines de Québec                                                                                   |                                                                           |
| O.S.U.            | Ursulines de la Unió Romana                                           | Usrulines                                                                                             | Unio Romana Ordinis Sanctae Ursulae                                       |
| O.S.U.            | Ursulines de Tildonk                                                  | |                                                                           |
| O.T.              | Orde dels Germans Teutònics de l'Hospital de Santa Maria de Jerusalem | Orde Teutònic                                                                                         | Ordo Fratrum Domus Hospitalis Sanctae Mariae Teutonicorum in Jerusalem    |
| O.T.              | Germanes de la Caritat de l'Orde Teutònic                             | Teutòniques                                                                                           |                                                                           |

## P
| Sigles           | Nom oficial                                                      | Nom popular                    | Nom llatí                                               |
| ---------------- | ---------------------------------------------------------------- | ------------------------------ | ------------------------------------------------------- |
| P. de Schönstatt | Pares de Schönstatt                                              |                                | Schönstatt Patres                                       |
| P.A.S.C.         | Petites Esclaves del Sagrat Cor                                  |                                |                                                         |
| P.B.V.M.         | Unió de les Germanes de la Presentació de Santa Maria Verge      |                                |                                                         |
| P.D.D.M.         | Pies Deixebles del Diví Mestre                                   |                                | Piae Discipulae Divini Magistri                         |
| P.F.J.           | Germanets de Jesús                                               | Germans de Charles de Foucauld | Institutum Parvolorum Fratrum Iesu                      |
| P.F.M.           | Germanets de Maria                                               | Germans Maristes               | Parvulorum Fratrum Mariae                               |
| P.F.S.G.         | Filletes de Sant Josep                                           |                                |                                                         |
| P.F.S.G.         | Pobres Filles de Sant Gaietà                                     |                                |                                                         |
| P.F.S.S.         | Pobres Filles dels Sagrats Estigmes de Sant Francesc d'Assís     | Estigmatines                   |                                                         |
| P.I.J.           | Germanes del Pobre Infant Jesús                                  |                                |                                                         |
| P.I.M.E.         | Pontifici Institut per a les Missions Exteriors                  |                                | Pontificium Institutum pro Missionibus Exteris          |
| P.M.             | Germanes de la Presentació de Maria                              |                                |                                                         |
| P.M.E.           | Societat per a les Missions Exteriors de la Província de Québec  |                                | Societas pro missionibus exteris Provinciae Quebecensis |
| P.O.C.R.         | Pius Obrers Catequistes Rurals                                   | Ardorins                       | Congregatio Piorum Operariorum Catechistarum Ruralium   |
| PP.FF.           | Filletes dels Sagrats Cors de Jesús i Maria                      |                                |                                                         |
| P.S.A.           | Germanetes de l'Assumpció                                        |                                |                                                         |
| P.S.D.P.         | Pobres Servents de la Divina Providència                         | Obra Don Calabria              | Congregatio Pauperum Servorum Divinae Providentiae      |
| P.S.D.P.         | Germanetes dels Pobres                                           |                                | Petites Soeurs des Pauvres                              |
| P.S.D.P.         | Germanetes de la Divina Providència                              | Germanes de l'Institut Michel  |                                                         |
| P.S.J.           | Societat dels Sacerdots de Sant Jaume                            |                                | Societas Presbyterorum Sancti Iacobi                    |
| P.S.M.           | Sacerdots de Santa Maria de Tinchebray                           |                                | Congregatio Presbyterorum a Sancta Maria de Tinchebray  |
| P.S.M.C.         | Germanetes Missioneres de la Caritat                             | Orionines                      |                                                         |
| P.S.S.           | Companyia dels Sacerdots de Sant Sulpici                         | Sulpicians                     | Societas Presbyterorum a S. Sulpitio                    |
| P.S.S.C.         | Petites Serventes del Sagrat Cor de Jesús per als Malalts Pobres |                                |                                                         |
| P.S.S.F.         | Germanetes de la Sagrada Família (Sherbrooke)                    |                                |                                                         |
| P.S.S.F.         | Germanetes de la Sagrada Família (Verona)                        |                                | Institutum Parvarum Sororum a Sacra Familia             |
| P.S.S.G.         | Pia Societat de Sant Gaietà                                      |                                | Societas Sancti Caietani                                |

## R
| Sigles   | Nom oficial                                                 | Nom popular                                        | Nom llatí                                                              |
| -------- | ----------------------------------------------------------- | -------------------------------------------------- | ---------------------------------------------------------------------- |
| R.A.     | Religioses de l'Assumpció                                   |                                                    | Sorores ab Assumptione in Coelum Beatae Mariae Virginis                |
| R.A.     | Germanes del Sagrat Cor de Jesús i dels Sants Àngels        | Angèliques del Sagrat Cor                          |                                                                        |
| R.A.C.   | Germanes dels Sants Àngels Custodis                         |                                                    | Institutum Sororum Angelorum Custodum                                  |
| R.A.D.   | Germanes de l'Amor de Déu                                   |                                                    |                                                                        |
| R.B.P.   | Germanes de Nostra Senyora de la Caritat del Bon Pastor     |                                                    |                                                                        |
| R.C.     | Germanes de Nostra Senyora del Retir al Cenàcul             |                                                    | Sorores Dominae Nostrae a Recessu Caenaculi                            |
| R.C.I.   | Rogacionistes del Cor de Jesús                              | Rogacionistes                                      | Congregatio Rogationistarum a Corde Iesu                               |
| R.C.M.   | Religioses Concepcionistes Missioneres de l'Ensenyament     | Concepcionistes de l'Ensenyament                   |                                                                        |
| R.D.A.   | Religioses Dominiques de l'Anunciata                        | Dominiques de l'Anunciata                          | Congregatio Incarnationis Dominicae Sororum Tertii Ordinis S. Dominici |
| R.E.     | Religioses de l'Eucaristia                                  |                                                    |                                                                        |
| R.F.     | Filipenses Missioneres de l'Ensenyament                     | Germanes de Sant Felip Neri, Religioses Filipenses |                                                                        |
| R.H.S.J. | Religioses Hospitaleres de Sant Josep                       |                                                    |                                                                        |
| R.J.M.   | Religioses de Jesús-Maria                                   |                                                    |                                                                        |
| R.M.     | Institut de Santa Marianna de Jesús                         | Marianites                                         | Institutum Sororum a Santa Maria Anna de Iesus                         |
| R.M.     | Germanes Franciscanes de la Família de Maria                |                                                    | Congregatio Sororum Franciscalium Familiae Mariae                      |
| R.M.I.   | Religioses de Maria Immaculada Missioneres Claretianes      | Claretianes                                        |                                                                        |
| R.M.I.   | Religioses de Maria Immaculada (Servei Domèstic)            | Monges del Servei Domèstic                         |                                                                        |
| R.M.M.   | Religioses de Nostra Senyora de la Mercè                    | Mercedàries Missioneres de Sant Gervasi            |                                                                        |
| R.N.     | Religioses de Natzaret                                      | Dames de Natzaret                                  |                                                                        |
| R.N.D.M. | Filles de Nostra Senyora de les Missions                    |                                                    |                                                                        |
| R.P.M.   | Religioses de la Puresa de Maria                            | Albertianes                                        | Religiosae Puritatis Mariae                                            |
| R.R.T.T. | Germanes Teatines de la Immaculada Concepció de Maria Verge | Teatines                                           |                                                                        |
| R.S.C.   | Germanes Reparadores del Sagrat Cor                         | Reparadores                                        |                                                                        |
| R.S.C.J. | Societat del Sagrat Cor de Jesús                            | Dames del Sagrat Cor                               | Societas Sacratissimi Cordis Jesu                                      |
| R.S.C.M. | Religioses del Sagrat Cor de Maria Verge Immaculada         | Marymount                                          |                                                                        |
| R.S.J.   | Germanes de Sant Josep del Sagrat Cor de Jesús              |                                                    |                                                                        |
| R.S.J.G. | Religioses de Sant Josep de Girona                          | Vetlladores, Germanes de Sant Josep                |                                                                        |
| R.S.M.   | Germanes de la Misericòrdia                                 | Walking Nuns (Germanes Caminants)                  | Religious Sisters of Mercy                                             |
| R.S.R.   | Germanes de Nostra Senyora del Sant Rosari                  |                                                    |                                                                        |
| R.S.S.   | Religioses del Santíssim Sagrament                          | Religioses de Valença                              |                                                                        |
| R.S.V.   | Religiosos de Sant Vicenç de Paül                           | Vicencians                                         | Congregatio Religiosorum S. Vincentii a Paulo                          |

## S
| Sigles          | Nom oficial | Nom popular                                              | Nom llatí                                                                                       |
| --------------- | --- | -------------------------------------------------------- | ----------------------------------------------------------------------------------------------- |
| S.A.            | Frares Franciscans de l'Atonement                                                                                  |                                                          | Congregatio Fratrum Adunationis Tertii Regularis Ordinis Sancti Francisci                       |
| S.A.            | Auxiliadores de les Ànimes del Purgatori                                                                           |                                                          | Congregatio Sororum Auxiliatricum Animarum Purgatorii                                           |
| S.A.C.          | Societat de l'Apostolat Catòlic                                                                                    | Pallottins                                               | Societas Apostolatus Catholici                                                                  |
| S.A.C.          | Germanes Missioneres de l'Apostolat Catòlic                                                                        | Pallottines                                              | Congregatio Sororum Missionariarum Apostolatus Catholici                                        |
| S.A.I.          | Esclaves de la Immaculada (Capua)                                                                                  |                                                          |                                                                                                 |
| S.A.M.I.        | Esclaves de la Santa Verge Maria Immaculada                                                                        |                                                          |                                                                                                 |
| S.A.P.U.        | Germanes Albertines Serventes dels Pobres                                                                          | Albertines                                               | Congregatio Sororum Albertinorum Pauperibus Inservientium                                       |
| S.B.P.          | Germanes Benedictines de la Providència                                                                            |                                                          |                                                                                                 |
| S.B.P.S.        | Germanes de la Caritat de Nostra Senyora del Bon i Perpetu Socors                                                  |                                                          |                                                                                                 |
| S.B.S.          | Germanes del Santíssim Sagrament per als Indis i la Gent de Color                                                  | Germanes del Santíssim Sagrament                         | Institutum Sororum a Sanctissimo Sacramento pro Indianis Gentibusque Coloratis                  |
| S.C.            | Germans del Sagrat Cor de Jesús                                                                                    |                                                          | Fratres a Sacratissimo Corde Jesu                                                               |
| S.C.            | Servents de la Caritat                                                                                             | Obra Don Guanella                                        | Congregatio Servorum a Charitate                                                                |
| S.C.            | Germanes de la Caritat de Sant Josep i les seves congregacions de Cincinnati, Nova York, Seton Hill, Halifax, etc. |                                                          | Sisters of Charity of Saint Joseph                                                              |
| S.C.A.          | Germanes de la Caritat de l'Assumpcio                                                                              |                                                          |                                                                                                 |
| S.C.C.          | Germanes de la Caritat Cristiana                                                                                   | Filles de la Verge Maria de la Immaculada Concepció      | Congregatio Sororum Christianae Caritatis Filiarum Immaculatae Conceptionis                     |
| S.C.C.          | Germanes Cistercenques de la Caritat                                                                               |                                                          |                                                                                                 |
| S.C.C.          | Germanes de la Creu de Chavenod                                                                                    | Germanes de Chavenod                                     |                                                                                                 |
| S.C.C.G.        | Germanes de la Caritat de les Santes Bartomeua Capitanio i Vicença Gerosa                                          | Germanes de Maria Nena                                   |                                                                                                 |
| S.C.I.          | Sacerdots del Sagrat Cor de Jesús                                                                                  | Dehonians                                                | Congregatio Sacerdotum a Sacro Corde Iesu                                                       |
| S.C.I. di Béth. | Preveres del Sagrat Cor de Jesús de Bétharram                                                                      | Betharramites                                            | Societas Presbyterorum Sanctissimi Cordis Iesu de Bétharram                                     |
| S.C.I.C.        | Germanes de la Caritat de la Immaculada Concepció                                                                  | Germanes d'Ivrea                                         |                                                                                                 |
| S.C.J.          | Serventes del Sagrat Cor de Jesús                                                                                  | Germanes de les Obreres, Mínimes del Sagrat Cor          |                                                                                                 |
| S.C.J.          | Congregació del Sagrat Cor de Jesús                                                                                | Pares de Timon David                                     | Congregatio Sacerdotum a Sacro Corde Iesu                                                       |
| S.C.J.M.        | Germanes de la Caritat de Jesús i Maria                                                                            |                                                          |                                                                                                 |
| S.C.M.M.        | Germanes de la Caritat de Nostra Senyora, Mare de la Misericòrdia                                                  | Germanes de Tilburg                                      | Sorores Caritatis Matris Misericordeae                                                          |
| S.C.M.R.        | Germanes Caputxines de la Mare Rubatto                                                                             | Caputxines de Loano                                      |                                                                                                 |
| S.C.M.S.T.B.G.  | Germanes Carmelites Missioneres de Santa Teresa de l'Infant Jesús                                                  |                                                          |                                                                                                 |
| S.C.O.          | Germanes de la Caritat d'Ottawa                                                                                    | Germanes Grises de la Creu                               |                                                                                                 |
| S.C.S.          | Societat de Crist Senyor                                                                                           |                                                          |                                                                                                 |
| S.C.S.C.        | Germanes Catequistes del Sagrat Cor                                                                                |                                                          | Congregatio Sororum Doctrinae Christianae Institutricum a Ss. Corde Iesu                        |
| S.C.S.C.        | Germanes de la Caritat de la Santa Creu                                                                            | Germanes d'Ingenbohl                                     | Congregatio Sororum Caritatis Sanctae Crucis                                                    |
| S.C.V.          | Sodalici de Vida Cristiana                                                                                         | Sodalites                                                | Sodalitium Christianae Vitae                                                                    |
| S.D.B.          | Societat Salesiana                                                                                                 | Salesians, Salesians de Don Bosco                        | Societas Sancti Francisci Salesii                                                               |
| S.D.B.I.        | Germanes Dominiques de la Beata Imelda                                                                             | Imeldines                                                |                                                                                                 |
| S.d.C.          | Servents de la Caritat                                                                                             | Obra Don Guanella                                        | Congregatio Servorum a Charitate                                                                |
| S.D.C.          | Germanes de la Caritat de Santa Joana Antida Thouret                                                               |                                                          |                                                                                                 |
| S.D.C.          | Societat de la Doctrina Cristiana                                                                                  | MUSEUM                                                   | Societas Doctrinæ Christianæ                                                                    |
| S.d.J.          | Serventes de Jesús de la Caritat                                                                                   | Serventes de Jesús                                       |                                                                                                 |
| S.D.J.          | Servidores de Jesús del Cottolengo del Pare Alegre                                                                 |                                                          |                                                                                                 |
| S.de M.         | Serventes de Maria Ministres dels Malalts                                                                          | Vetlladores dels Malalts, Serventes de Maria             | Servae Mariae Infirmis Ministrantes                                                             |
| S.d.P.          | Missioneres Serventes dels Pobres                                                                                  | Boccone del Povero                                       | Congregatio Missionariorum Servorum Pauperum                                                    |
| S.d.P.          | Germanes dels Pobres de Santa Caterina de Siena                                                                    |                                                          |                                                                                                 |
| S.d.P.          | Germanes de la Providència de Sant Gaietà de Thiene                                                                |                                                          |                                                                                                 |
| S.d.P.I.P.      | Germanes de les Pobretes de l'Institut Palazzolo                                                                   |                                                          |                                                                                                 |
| S.D.P.R.        | Germanes de la Divina Providència (Ribeauvillé)                                                                    | Germanes de Ribeauvillé                                  |                                                                                                 |
| S.D.S.          | Societat del Diví Salvador                                                                                         | Salvadorians                                             | Societas Divini Salvatoris                                                                      |
| S.D.S.          | Germanes del Diví Salvador                                                                                         | Salvadorianes                                            | Sorores Divini Salvatoris                                                                       |
| S.D.V.          | Societat de les Divines Vocacions                                                                                  | Vocacionistes                                            | Societas Divinarum Vocationum                                                                   |
| S.D.V.          | Germanes de la Divina Voluntat                                                                                     |                                                          | Congregatio Sororum a Divina Voluntate                                                          |
| S.D.VI.         | Germanes Mestres de Santa Dorotea, Filles dels Sagrats Cors                                                        | Dorotees de Vicenza                                      |                                                                                                 |
| S.E.J.          | Germanes del Nen Jesús                                                                                             | Germanes de l'Infant Jesús d'Ana Maria Calvet            | Soeurs de l'Enfant Jésus                                                                        |
| S.F.            | Fills de la Sagrada Família                                                                                        |                                                          | Filii Sacrae Familiae Iesu, Mariae et Ioseph                                                    |
| S.F.            | Germanes de la Sagrada Família de Villefranche                                                                     |                                                          |                                                                                                 |
| S.F.A.          | Germanes Franciscanes Angelines                                                                                    |                                                          |                                                                                                 |
| S.F.Alc.        | Germanes Franciscanes Alcantarines                                                                                 | Alcantarines                                             |                                                                                                 |
| S.F.B.          | Germanes de la Sagrada Família de Bordeus                                                                          |                                                          | Congregatio Sororum a S. Familia Burdigalen                                                     |
| S.F.C.          | Germanes del Famulat Cristià                                                                                       |                                                          |                                                                                                 |
| S.F.C.C.        | Germanes Franciscanes de la Caritat Cristiana                                                                      | Germanes de Via Hartmann                                 | Congregatio Sororum Tertio Ordinis Sancti Francisci a Caritate Christiana                       |
| S.F.C.M.        | Societat de les Filles del Cor de Maria                                                                            |                                                          |                                                                                                 |
| S.F.C.R.        | Germanes Franciscanes de Crist Rei                                                                                 |                                                          |                                                                                                 |
| S.F.E.B.        | Germanes Franciscanes Elisabetines                                                                                 |                                                          |                                                                                                 |
| S.F.M.          | Societat per a les Missions Exteriors de Scarboro                                                                  |                                                          | Societas Scarborensis pro Missionibus ad Exteras Gentes                                         |
| S.F.P.C.        | Germanes de Sant Felip Neri i la Puríssima Concepció                                                               | Saits                                                    |                                                                                                 |
| S.F.U.          | Germanes de la Sagrada Família d'Urgell                                                                            |                                                          |                                                                                                 |
| S.F.X.          | Societat Missionera de la Mare de Déu del Pilar                                                                    | Missioners de Sant Francesc Xavier                       |                                                                                                 |
| S.J.B.P.        | Germanes de Jesús Bon Pastor                                                                                       |                                                          | Sorores a Iesu Bono Pastore                                                                     |
| S.G.            | Germans de la Instrucció Cristiana de Sant Gabriel                                                                 | Gabrielistes                                             | Institutum Fratrum instructionis christianae a S. Gabriele                                      |
| S.G.B.M         | Germanes de Sant Joan Baptista i de Santa Caterina de Siena                                                        |                                                          |                                                                                                 |
| S.G.M.          | Germanes de la Caritat de Mont-real                                                                                | Germanes Grises                                          |                                                                                                 |
| S.G.S.          | Germanes del Bon Samarità de l'Orde de Sant Benet                                                                  |                                                          | Congregatio Boni Samaritani                                                                     |
| S.H.C.J.        | Societat del Sant Nen Jesús                                                                                        |                                                          |                                                                                                 |
| S.H.J.          | Germans del Sagrat Cor de Jesús                                                                                    |                                                          | Congregatio Fratrum a Sacratissimo Corde Jesu                                                   |
| S.H.M.          | Societat de les Auxiliadores de Maria                                                                              |                                                          |                                                                                                 |
| S.I.            | Companyia de Jesús                                                                                                 | Jesuïtes                                                 | Societas Iesu                                                                                   |
| S.I.M.          | Servents de Jesús i Maria                                                                                          |                                                          | Congregatio Servorum Iesu et Maria                                                              |
| S.J.A.          | Germanes de Sant Josep de l'Aparició                                                                               |                                                          |                                                                                                 |
| S.J.C.          | Germanes de Sant Josep de Cluny                                                                                    |                                                          |                                                                                                 |
| S.J.M.J.        | Societat de Jesús, Maria i Josep                                                                                   | Germanes de Santa Maria Verge                            |                                                                                                 |
| S.L.            | Germanes de Loreto al Peu de la Creu                                                                               |                                                          |                                                                                                 |
| SŁ.N.S.J.       | Esclaves del Sagrat Cor de Jesús (Cracòvia)                                                                        |                                                          |                                                                                                 |
| S.M.            | Companyia de Maria per a l'Educació dels Sordmuts                                                                  |                                                          | Societas Mariae pro Educatione Surdorum et Mutorum                                              |
| S.M.            | Societat de Maria (Marianistes)                                                                                    | Marianistes                                              | Societas Mariae                                                                                 |
| S.M.            | Societat de Maria (pares maristes)                                                                                 | Pares Maristes                                           | Societas Mariae                                                                                 |
| S.M.            | Germanes de la Congregació de Maria                                                                                | Maristes                                                 |                                                                                                 |
| S.M.            | Serventes de Maria Ministres dels Malalts                                                                          | Vetlladores dels Malalts, Serventes de Maria             | Servae Mariae Infirmis Ministrantes                                                             |
| S.M.A.          | Societat de les Missions Africanes                                                                                 |                                                          | Societas Missionum ad Afros                                                                     |
| S.M.B.          | Societat de les Missions Exteriors de Betlem a Suïssa                                                              |                                                          | Societas Missionum Exterarum de Bethlehem in Helvetia                                           |
| S.M.B.N.        | Societat Portuguesa per a les Missions                                                                             | Missioners de Boa Nova                                   | Societas Lusitana pro Missionibus                                                               |
| S.M.C.          | Germanes Missioneres Pies Mares de la Negritud                                                                     | Missioneres Combonianes                                  |                                                                                                 |
| S.M.C.B.        | Germanes de la Caritat de Sant Carles                                                                              | Borromees                                                | Congregatio Sororum Misericordiae Sancti Caroli Borromaei                                       |
| S.M.G.          | Germanes Serventes de Maria de Galeazza                                                                            |                                                          | Congregatio Sororum Servarum Mariae de Galeatia                                                 |
| S.M.I.          | Germanes Ministres dels Malalts de Sant Camil                                                                      | Camiles                                                  | Sororum Infirmis Ministrantium                                                                  |
| S.M.I.R.P.      | Germanes Missioneres de la Immaculada Reina de la Pau                                                              | Pianzolines                                              |                                                                                                 |
| S.M.M.          | Companyia de Maria Montfortiana                                                                                    | Pares Montfortians, Mulotins, Missioners Montfortian     | Societas Mariae Montfortana                                                                     |
| S.M.M.I.        | Germanes Salesianes Missioneres de Maria Immaculada                                                                |                                                          |                                                                                                 |
| S.M.M.P.        | Germanes de Santa Maria Magdalena Postel                                                                           |                                                          | Sorores Mariae Magdalenae Postel                                                                |
| S.M.N.D.A.      | Germanes Missioneres de Nostra Senyora d'Àfrica                                                                    |                                                          |                                                                                                 |
| S.M.O.M.        | Sobirà Orde Militar i Hospitaler de Sant Joan de Jerusalem, de Rodes i de Malta                                    | Orde de Malta, Cavallers Hospitalers, Cavallers de Malta |                                                                                                 |
| S.M.P.          | Societat Portuguesa per a les Missions                                                                             | Missioners de Boa Nova                                   | Societas Lusitana pro Missionibus                                                               |
| S.M.R.          | Germanes Serventes de Maria Reparadora                                                                             |                                                          |                                                                                                 |
| S.M.S.D.        | Germanes Mestres de Santa Dorotea                                                                                  | Dorotees de Venècia                                      |                                                                                                 |
| S.M.S.P.        | Societat dels Missioners de Sant Pau                                                                               | Paulistes                                                | Societas Missionarium Sancti Pauli                                                              |
| S.N.D.          | Missioners de Nostra Senyora del Santíssim Sagrament                                                               | Missioners Sagramentins de la Mare de Déu                |                                                                                                 |
| S.N.D.          | Germanes de Nostra Senyora                                                                                         |                                                          |                                                                                                 |
| S.N.D. de N.    | Germanes de Nostra Senyora de Namur                                                                                |                                                          |                                                                                                 |
| S.N.J.M.        | Germanes dels Sants Noms de Jesús i Maria                                                                          |                                                          | Congregatio Sororum a SS. Nominibus Iesu et Mariae                                              |
| S.N.S.C.        | Germanes de Nostra Senyora del Carmel                                                                              |                                                          |                                                                                                 |
| S.O.D.          | Germandat de Sacerdots Operaris Diocesans                                                                          |                                                          | Sodalitas Sacerdotum Operariorum Dioecesanorum Sacro Corde Iesu                                 |
| S.O.M.          | Germanes Hospitaleres de la Misericòrdia                                                                           |                                                          | Congregatio Sororum a Misericordia pro Infirmis                                                 |
| S.O.S.          | Germanes Ursulines de Sant Jeroni                                                                                  | Ursulines Jerònimes                                      |                                                                                                 |
| S.O.S.C.        | Salesianes Oblates del Sagrat Cor de Jesús                                                                         |                                                          |                                                                                                 |
| S.O.S.M.V.      | Germanes Ursulines del Sagrat Mont de Varallo                                                                      |                                                          |                                                                                                 |
| S.P.            | Clergues Regulars Pobres de la Mare de Déu de les Escoles Pies                                                     | Escolapis, piaristes, Escoles Pies                       | Ordo Clericorum Regularium Pauperum Matris Dei Scholarum Piarum                                 |
| S.P.            | Filles de Maria Escolàpies                                                                                         | Escolàpies, Filles de Maria                              | Religiosae Matris Dei Scholarum Piarum                                                          |
| S.P.            | Servents del Paràclit                                                                                              |                                                          | Servi Sancti Paracliti                                                                          |
| S.P.            | Serventes de la Passió                                                                                             |                                                          |                                                                                                 |
| S.P.            | Germanes de la Providència (Saint Mary-of-the-Woods)                                                               |                                                          | Congregatio Sororum a Providentia                                                               |
| S.P.            | Germanes de la Providència (Mont-real)                                                                             |                                                          |                                                                                                 |
| S.P. ad V.      | Congregació de San Pietro in Vincoli                                                                               |                                                          | Congregatio a Sancto Petro in Vinculis                                                          |
| S.P.C.          | Germanes Hospitaleres de Sant Pau                                                                                  | Filles de Sant Pau                                       | Congregatio Sororum Carnutensium a S. Paulo                                                     |
| S.P.G.          | Germanes de la Providència (Portieux)                                                                              | Germanes de Gap                                          |                                                                                                 |
| S.P.I.C.        | Germanes de la Providència i de la Immaculada Concepció                                                            | Germanes de Champion                                     |                                                                                                 |
| S.P.P.          | Germanes de la Providència (Portieux)                                                                              | Germanes de Portieux                                     |                                                                                                 |
| S.P.S.          | Societat de Sant Patrici per a les Missions Exteriors                                                              | Pares de Kiltegan                                        | Societas Sancti Patritii pro Missionibus ad Exteros                                             |
| S.P.S.          | Germanes de la Preciosíssima Sang                                                                                  | Preciosines                                              |                                                                                                 |
| S.P.S.F.        | Germanes dels Pobres de Sant Francesc                                                                              |                                                          |                                                                                                 |
| S.R.A.          | Germanes Missioneres de la Reina dels Apòstols                                                                     |                                                          |                                                                                                 |
| S.S.A.          | Germanes de Santa Anna                                                                                             |                                                          |                                                                                                 |
| S.S.A.          | Germanes de Santa Anna de Lachine                                                                                  |                                                          |                                                                                                 |
| S.S.C.          | Societat dels Sacerdots de Sant Josep Benet Cottolengo                                                             |                                                          | Societas Presbyterorum Sancti Iosephi Benedicti Cottolengo                                      |
| SS.CC.          | Congregació dels Sagrats Cors                                                                                      | Picpusians                                               | Congregatio Sacrorum Cordium Iesu et Mariae necnon adorationis perpetuae Ss. Sacramenti altaris |
| SS.CC.          | Germanes dels Sagrats Cors de Jesús i Maria                                                                        | Germanes de Mormaison                                    |                                                                                                 |
| SS.CC.          | Germanes dels Sagrats Cors i de l'Adoració Perpètua del Santíssim Sagrament                                        | Picpusianes                                              |                                                                                                 |
| S.S.CH.         | Filles de la Santa Infantesa de Jesús i de Maria                                                                   | Germanes de Santa Cristiana                              |                                                                                                 |
| S.S.C.J.        | Germanes Salesianes del Sagrat Cor de Jesús                                                                        | Salesianes del Sagrat Cor                                |                                                                                                 |
| S.S.C.J.P.      | Serventes del Sagrat Cor de Jesús i dels Pobres                                                                    |                                                          |                                                                                                 |
| S.S.C.M.E.      | Societat de Sant Columbà per a les Missions Exteriors                                                              |                                                          | Societas S. Columbani pro missionibus ad Exteros                                                |
| S.S.D.          | Germanes de Santa Dorotea de Frassinetti                                                                           | Dorotees de la Frassinetti                               |                                                                                                 |
| S.S.E.          | Societat de Sant Edmund                                                                                            | Edmundites                                               | Societas Patrum S. Edmundi Oblatorum S. Cordis Iesu et Immaculati Cordis Mariae                 |
| S.S.F.A.        | Germanes de Sant Francesc d'Assís                                                                                  |                                                          |                                                                                                 |
| S.S.F.C.R.      | Germanes Escolàstiques Franciscanes de Crist Rei                                                                   |                                                          |                                                                                                 |
| S.S.G.C.        | Germanes de Sant Josep Benet Cottolengo                                                                            |                                                          |                                                                                                 |
| S.S.I.          | Missioners de Sant Josep de Mèxic                                                                                  |                                                          | Societas Missionariorum a Sancto Joseph                                                         |
| S.S.J.          | Societat de Sant Josep del Sagrat Cor                                                                              | Josefites                                                | Societas Sodalium Sancti Joseph a Sacra Corde                                                   |
| S.S.J.          | Serventes de Sant Josep                                                                                            |                                                          | Congregatio Sororum Servarum a S. Ioseph                                                        |
| S.S.J.          | Germanes de Sant Josep de Filadèlfia                                                                               |                                                          |                                                                                                 |
| S.S.M.M.P.      | Esclaves de Santa Margarida Maria i dels Pobres                                                                    |                                                          |                                                                                                 |
| S.S.N.D.        | Germanes Escolàstiques de Nostra Senyora                                                                           |                                                          | Congregatio Pauperum Sororum Scholarum Nostrae Dominae                                          |
| S.S.P.          | Societat de Sant Pau                                                                                               | Paulins                                                  | Societas a Sancto Paulo Apostolo                                                                |
| S.S.P.C.        | Societat de Sant Pere Claver per a les Missions Africanes                                                          | Germanes Missioneres de Sant Pere Claver                 | Sodalitas Sancti Petri Claver pro Missionibus Africanis                                         |
| S.Sp.S.A.P.     | Germanes Serventes de l'Esperit Sant de l'Adoració Perpètua                                                        |                                                          | Congregatio Servarum Spiritus Sancti de Adoratione Perpetua                                     |
| S.S.S.          | Congregació del Santíssim Sagrament                                                                                | Sagramentins, eucaristins                                | Congregatio Presbyterorum a Sanctissimo Sacramento, Societas Sanctissimi Sacramenti             |
| S.S.S.          | Serventes del Santíssim Sagrament o Esclaves del Santíssim Sagrament                                               | Sagramentines                                            | Servantes du Très-Saint-Sacrement                                                               |
| SS.T.PP.        | Serventes de la Santíssima Trinitat i dels Pobres                                                                  |                                                          | Congregatio Ancillarum a SS. Trinitate et a Pauperibus                                          |
| S.S.V.          | Germanes de la Santa Faç                                                                                           |                                                          |                                                                                                 |
| S.T.            | Missioners Servents de la Santíssima Trinitat                                                                      |                                                          | Congregatio Missionariorum Servorum Sanctissimae Trinitatis                                     |
| S.T.F.E.        | Germanes Terciàries Franciscanes Elisabetines                                                                      |                                                          |                                                                                                 |
| S.T.J.          | Companyia de Santa Teresa de Jesús                                                                                 | Teresianes                                               |                                                                                                 |
| S.T.F.R.        | Germanes Franciscanes Regulars d'Ognissanti                                                                        |                                                          |                                                                                                 |
| S.T.V.          | Germanes de Sant Tomàs de Villanueva                                                                               |                                                          |                                                                                                 |
| S.U.S.C.        | Germanes de la Santa Unió dels Sagrats Cors                                                                        |                                                          |                                                                                                 |
| S.V.D.          | Societat del Verb Diví                                                                                             | Verbites                                                 | Societas Verbi Divini                                                                           |
| S.V.E.G.S.      | Germanes Víctimes Expiatòries de Jesús Sagramentat                                                                 | Sacramentines                                            | Congregatio Victimarum Expiatricum a Sacramentatio Iesu                                         |
| S.V.V.S.        | Germanes Veròniques de la Santa Faç                                                                                | Veròniques                                               |                                                                                                 |
| S.X.            | Pia Societat de Sant Francesc Xavier per a les Missions Exteriors                                                  | Xaverians                                                | Pia Societas S. Francisci Xaverii pro exteris missionibus                                       |
| Sch.P.          | Clergues Regulars Pobres de la Mare de Déu de les Escoles Pies                                                     | Escolapis, piaristes, Escoles Pies                       | Ordo Clericorum Regularium Pauperum Matris Dei Scholarum Piarum                                 |
| Sch.P.          | Filles de Maria Escolàpies O Religioses de les Escoles Pies                                                        | Escolàpies, Filles de Maria                              | Religiosae Matris Dei Scholarum Piarum                                                          |
| S.Chr.          | Societat de Crist per als Emigrats de Polònia                                                                      |                                                          | Societas Christi pro Emigrantibus Polonis                                                       |

## T
| Sigles   | Nom oficial                                       | Nom popular                                               | Nom llatí                                                                      |
| -------- | ------------------------------------------------- | --------------------------------------------------------- | ------------------------------------------------------------------------------ |
| T.C.     | Terciaris Caputxins de la Mare de Déu dels Dolors | Amigonians                                                | Fratres Tertii Ordinis Sancti Francisci Capulatorum a Beata Virgine Perdolente |
| T.Chr.   | Societat de Crist per als Emigrats de Polònia     |                                                           | Societas Christi pro Emigrantibus Polonis                                      |
| T.D.     | Congregació del Sagrat Cor de Jesús               | Pares de Timon David                                      | Congregatio Sacerdotum a Sacro Corde Iesu                                      |
| T.F.B.A. | Germanes Franciscanes de la Beata Angelina        |                                                           |                                                                                |
| T.O.C.   | Tercer Orde del Carmel                            | Carmelites Laics, Carmelites Seglars, Terciaris del Carme | Ordo Tertius Beatissimae Mariae Virginis de Monte Carmelo                      |
| T.O.F.   | Orde Franciscà Seglar                             | Franciscans laics, terciaris de Sant Francesc             | Tertius Ordo Saecularis Sancti Francisci                                       |
| T.O.R.   | Tercer Orde Regular de Sant Francesc              | Terciaris Regulars Franciscans                            | Tertius Ordo Regularis S. Francisci                                            |
| T.O.S.   | Orde Franciscà Seglar                             | Franciscans laics, terciaris de Sant Francesc             | Tertius Ordo Saecularis Sancti Francisci                                       |

## U
| Sigles   | Nom oficial                                           | Nom popular                                            | Nom llatí                                                      |
| -------- | ----------------------------------------------------- | ------------------------------------------------------ | -------------------------------------------------------------- |
| U.J.D.   | Ursulines de Jesús                                    | Ursulines de Chavagnes                                 |                                                                |
| U.N.D.C. | Unió de la Mare de Déu de la Caritat                  | Congregació de la Mare de Déu de la Caritat del Refugi |                                                                |
| U.S.K.J. | Germanes Ursulines del Sagrat Cor de Jesús Agonitzant | Ursulines Grises                                       | Congregatio Sororum Ursulinarum a Sacro Corde Iesu Agonizantis |

## V
| Sigles | Nom oficial                              | Nom popular           | Nom llatí                                     |
| ------ | ---------------------------------------- | --------------------- | --------------------------------------------- |
| V.D.B. | Voluntàries de Dom Bosco                 | Albertines            |                                               |
| V.M.I. | Germanes Vicencianes de Maria Immaculada | Albertines            |                                               |
| V.S.M. | Orde de la Visitació de Santa Maria      | Visitandines, Saleses | Ordo Visitationis Beatissimae Mariae Virginis |